# حوالة (قبيلة)

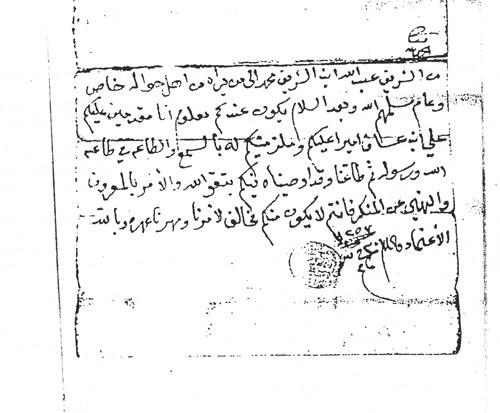
وثيقة قبيلة حوالة، وتنصيب أمير حوالة، يعود تاريخها إلى 1257هـ

قبيلة حوالة هي قبيلة أزدية قحطانية وهي إحدى أقدم قبائل العرب في الجاهلية والإسلام والتي لا تزال محافظة على النسب والمكانة. مجاورة لبالشهم من غامد، تقع في جنوب غرب المملكة العربية السعودية، على يمين المتجه من الطريق العام من بلجرشي إلى الجنوب، ويتجه إليها طريقها عند الميل الـ 19 على وجه التقريب، وتقع عند سفح جبل أثرب من الناحية الشمالية ، وتتبع إدارياً لمنطقة الباحة.

## الموقع

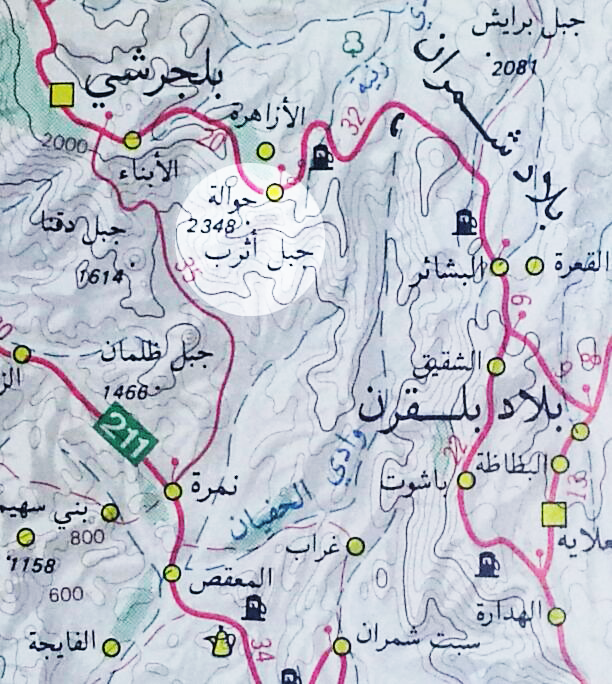
موقع بلاد حوالة

تقع قبيلة حوالة جنوب غرب المملكة العربية السعودية، تبعد عن محافظة بلجرشي 19 ميل ، وتتبع إدارياً لمنطقة الباحة. يجاورها من الناحية الشمالية كل من بالشهم والرهوة ومن الناحية الشرقية بالشهم وبني ميمون ومن الناحية الجنوبية قبيلة العوامر، ومن الناحية الغربية قبائل غامد الزناد وبني سهيم وبني ناشر. تقع سراتها على ارتفاع قدره حوالي 1800 متر عن سطح البحر، وأعلى ارتفاع ببلاد حوالة هو قمة جبل أثرب وهي حوالي 2500م ، عن سطح البحر وهي من القبائل الّتي تحمل نفس الاسم منذ العصر الجاهلي.

## معرض الصور

قبيلة حوالة، جبل أثرب
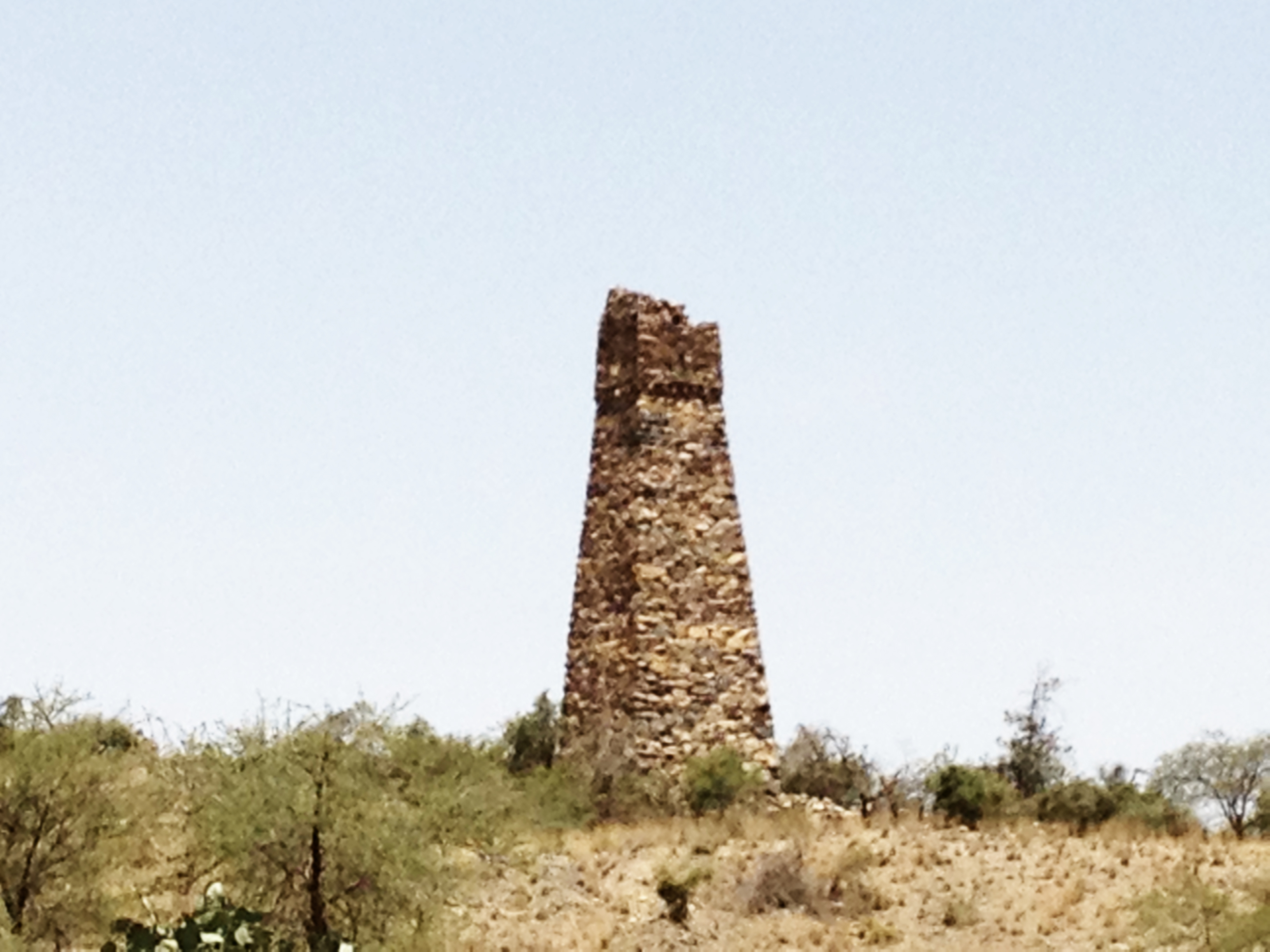
احدى الحصون القديمة، حوالة
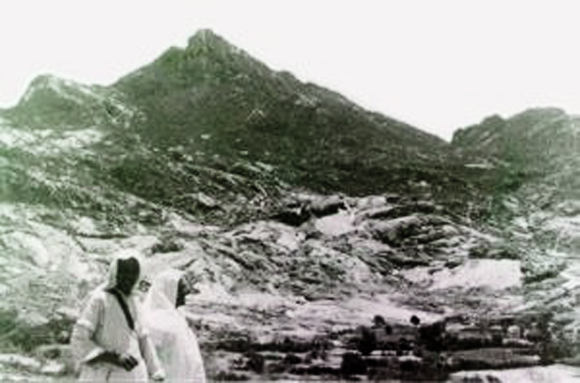
إلتقاطة قديمة لجبل أثرب
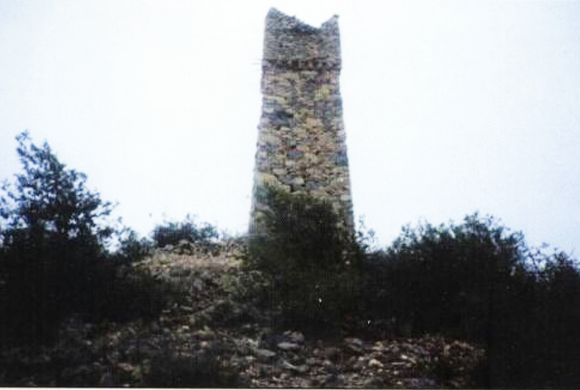
حصن آل حبه
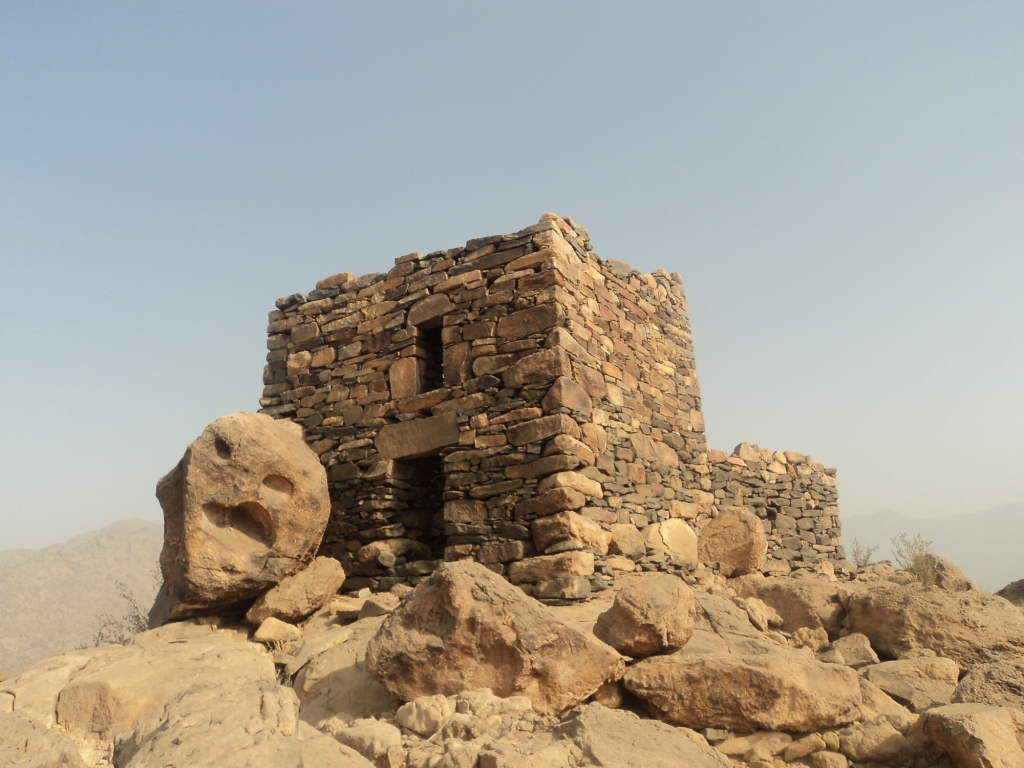
اطلال من وادي الخيطان
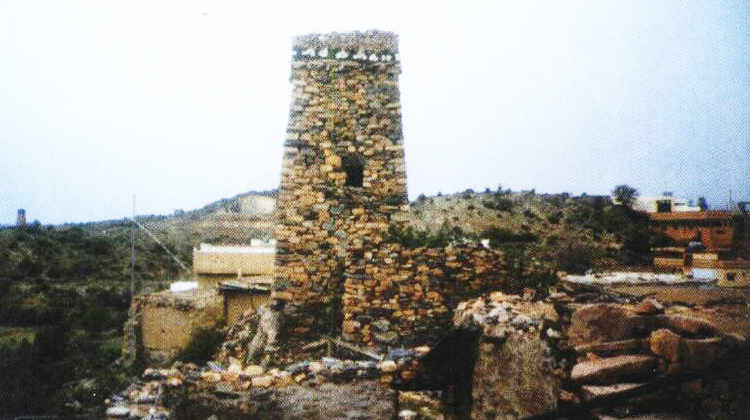
حصن حلق الفقير
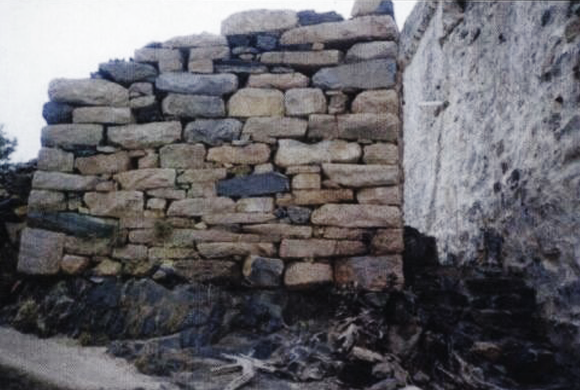
حصن الجرين الطويل
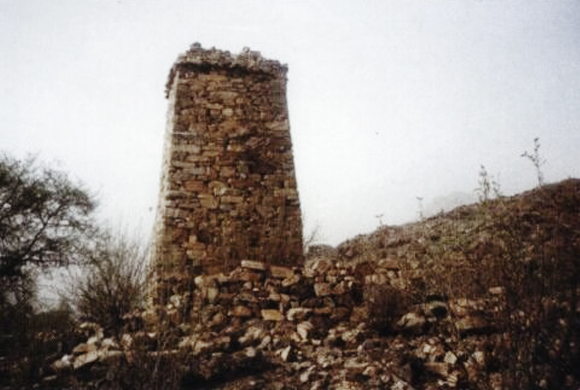
حصن الأمادرة
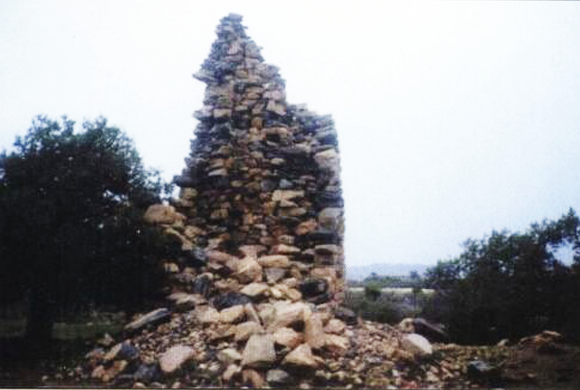
حصن زحاف القديم
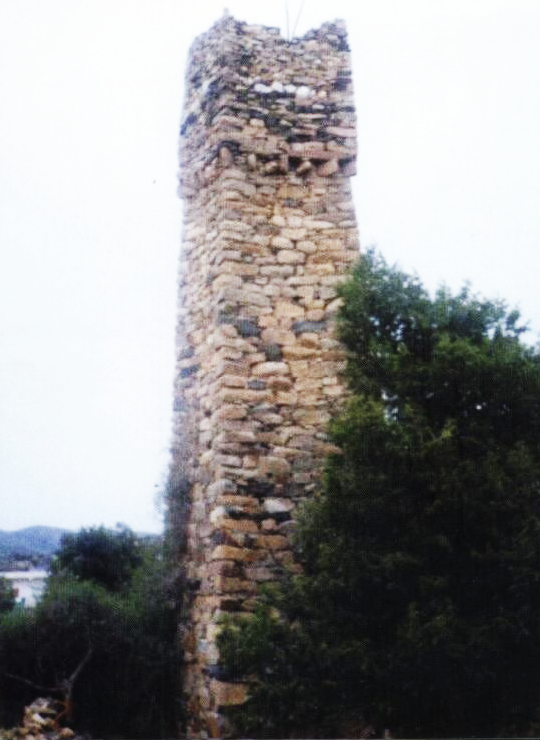
حصن زحاف الجديد
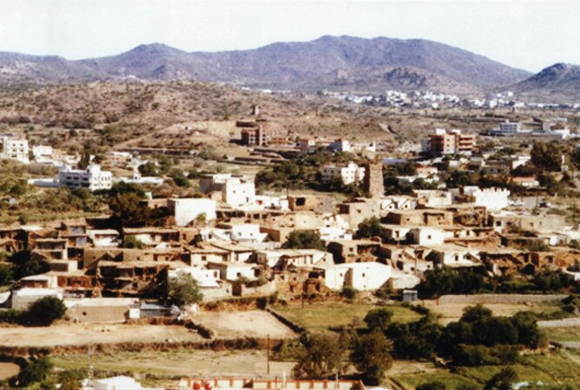
سنان القديمة الدار
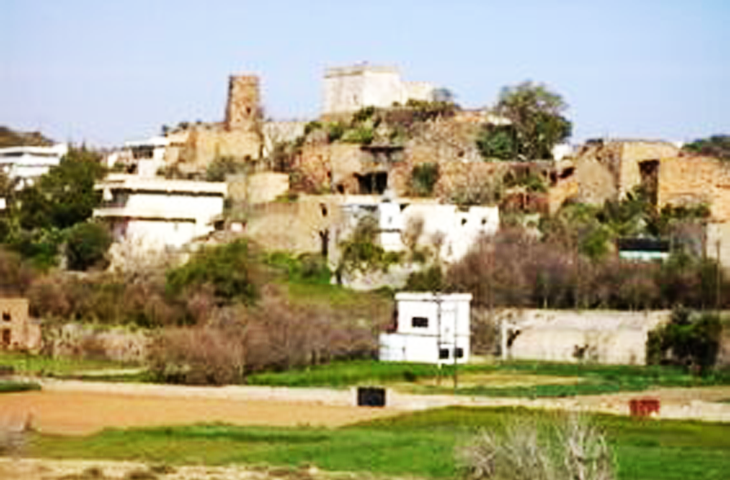
منظر عام
قمة جبل أثرب
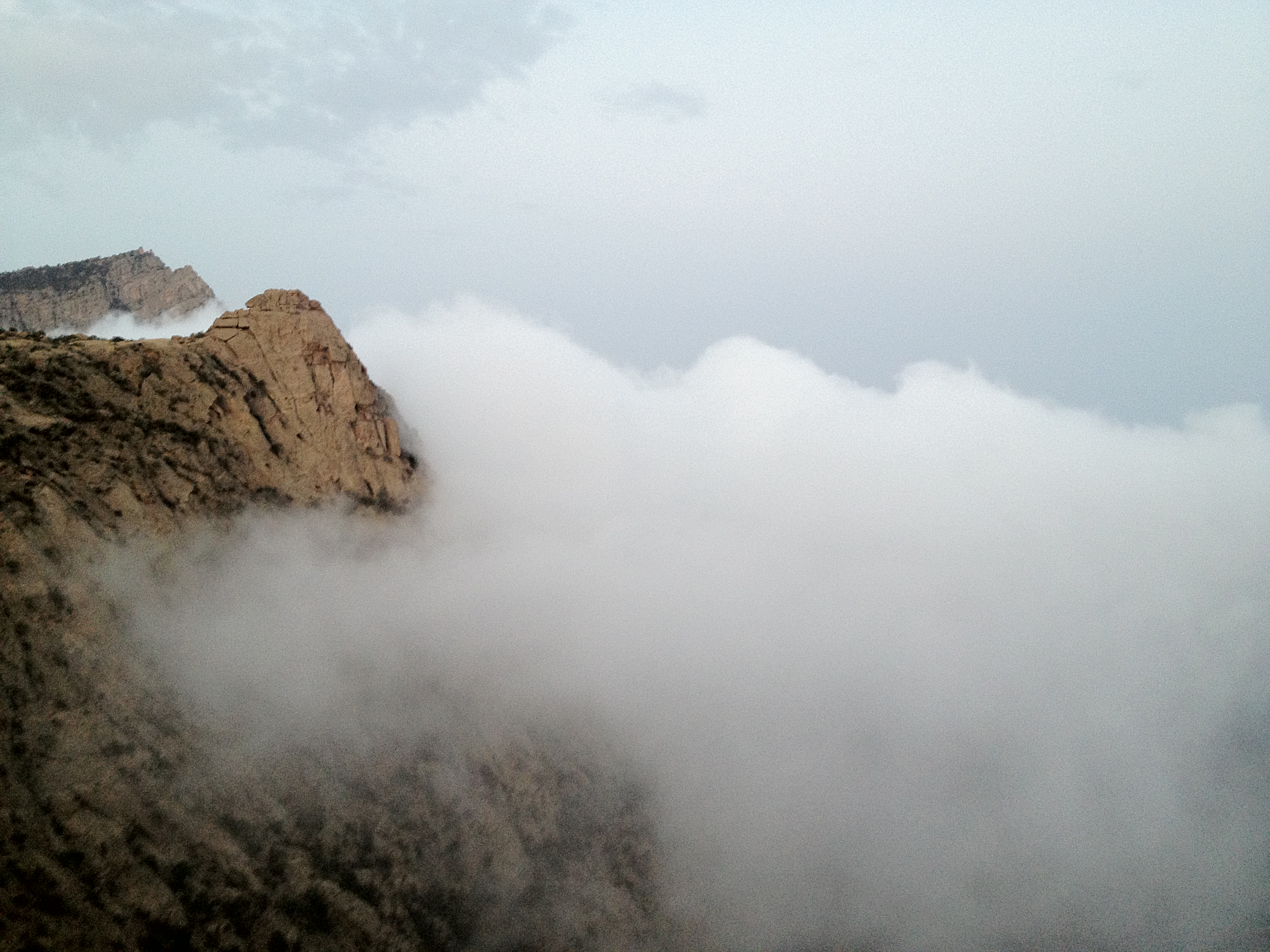
رأس النخلة
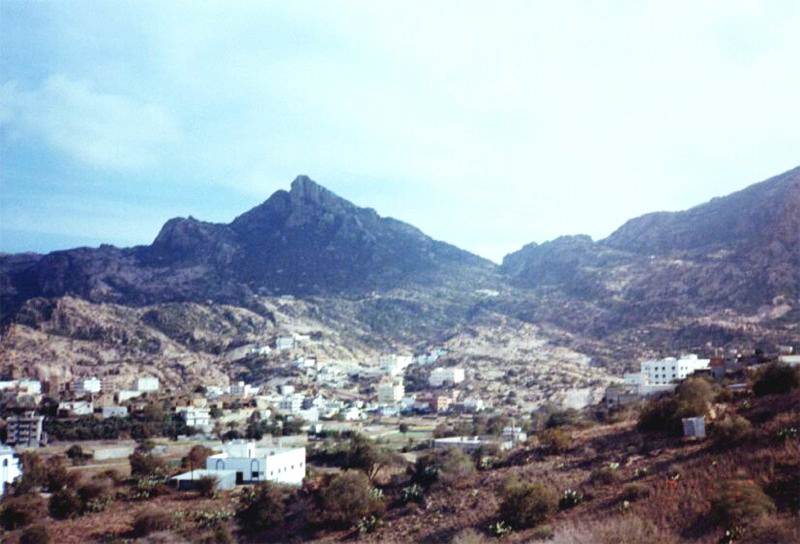
جبل أثرب
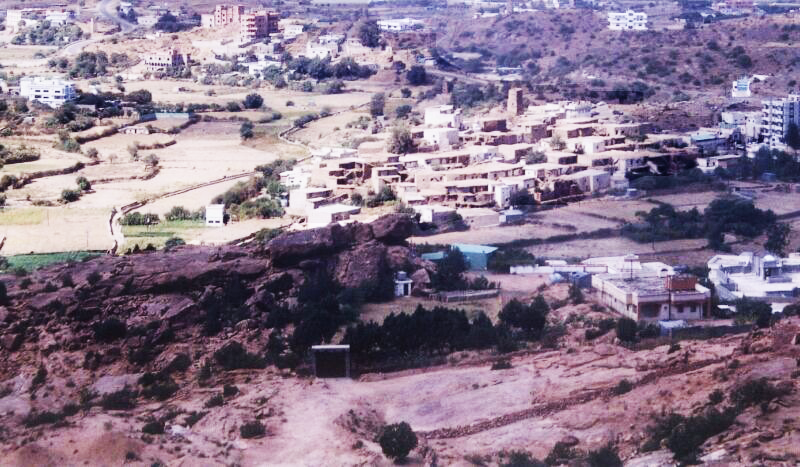
منظر عام لقبيلة حوالة
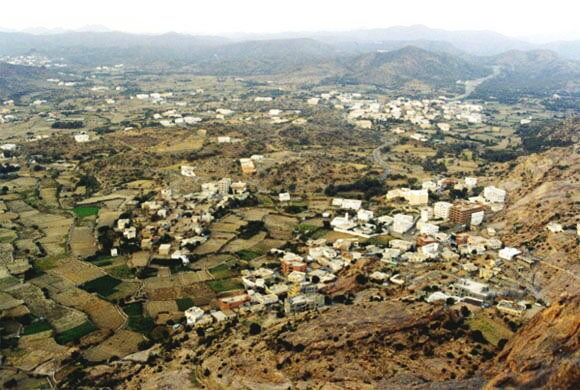
بلاد حوالة
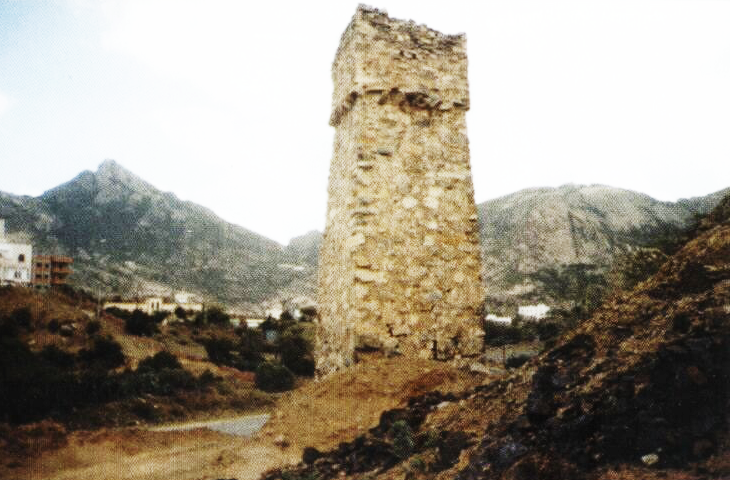
حصن سد الوادي
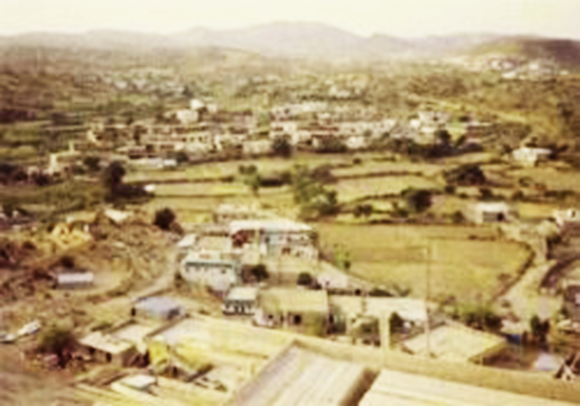
حوالة من أعلى جبل أثرب
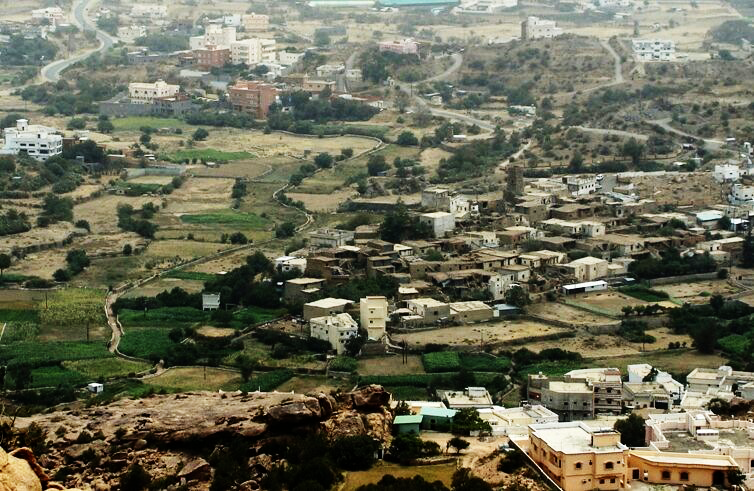
منظر عام
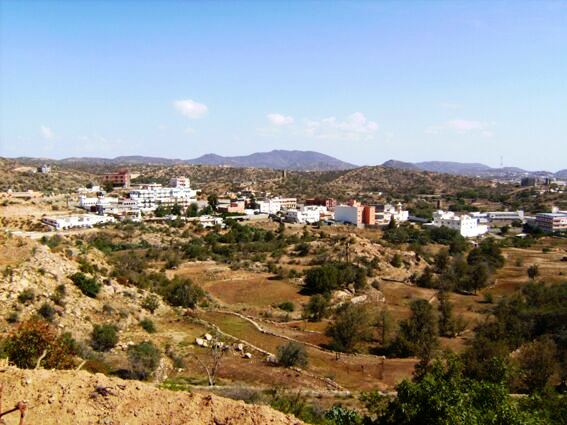
جانب من بلاد حوالة
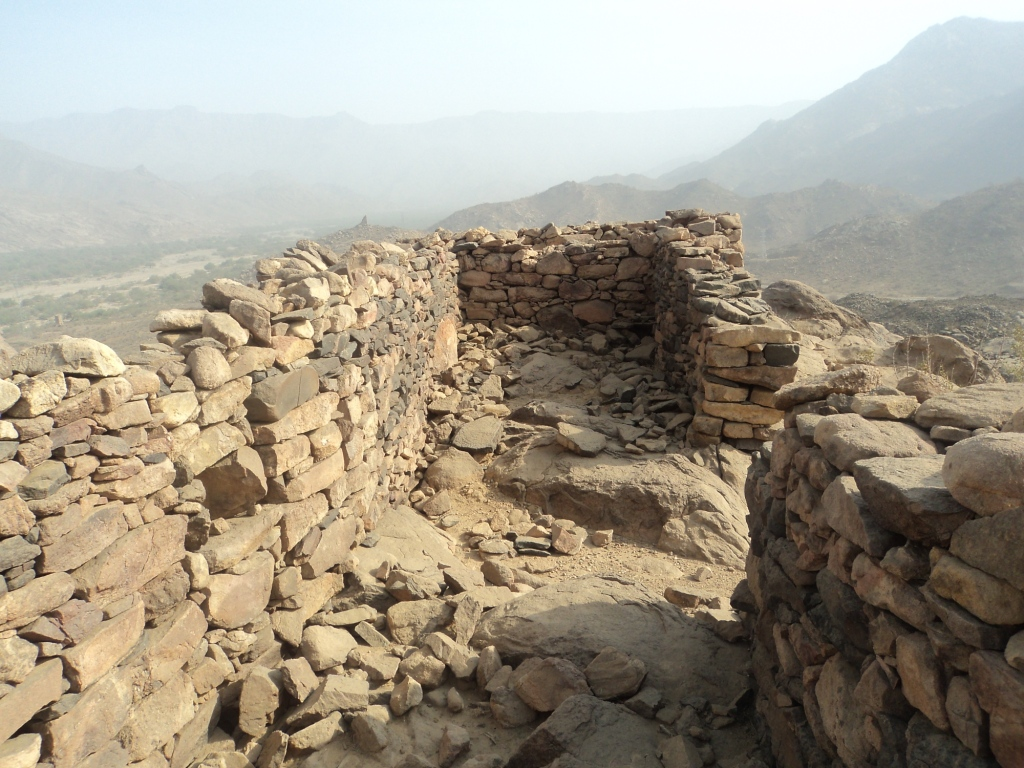
حصون وادي الخيطان
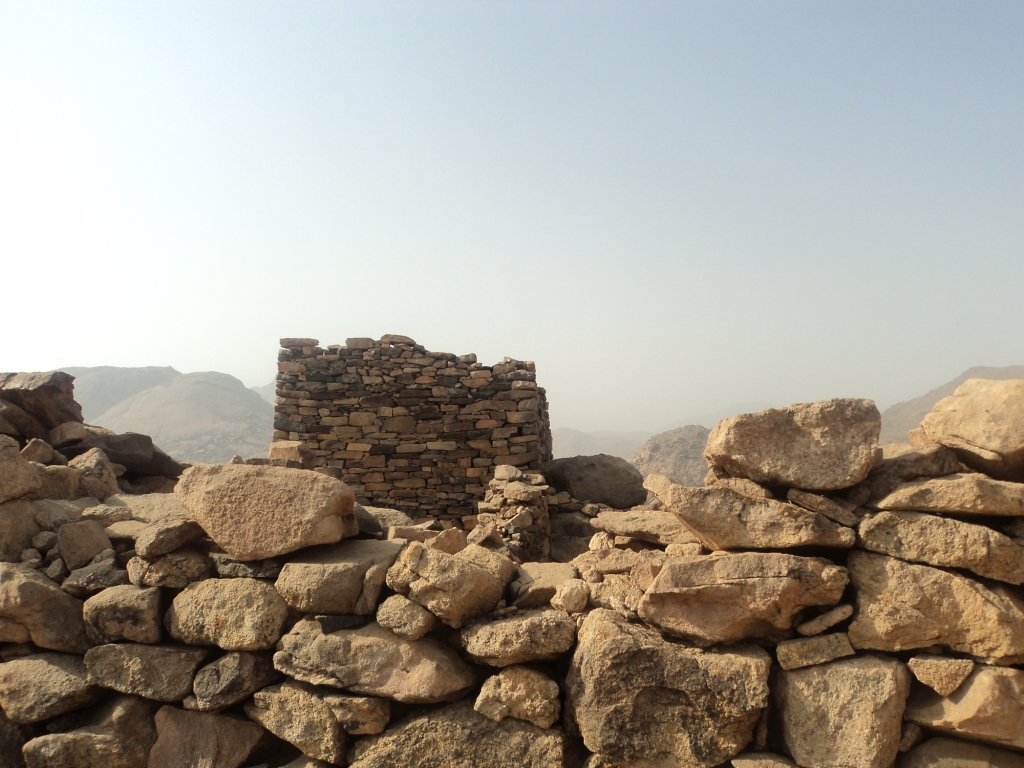
تهامة حوالة وادي الخيطان
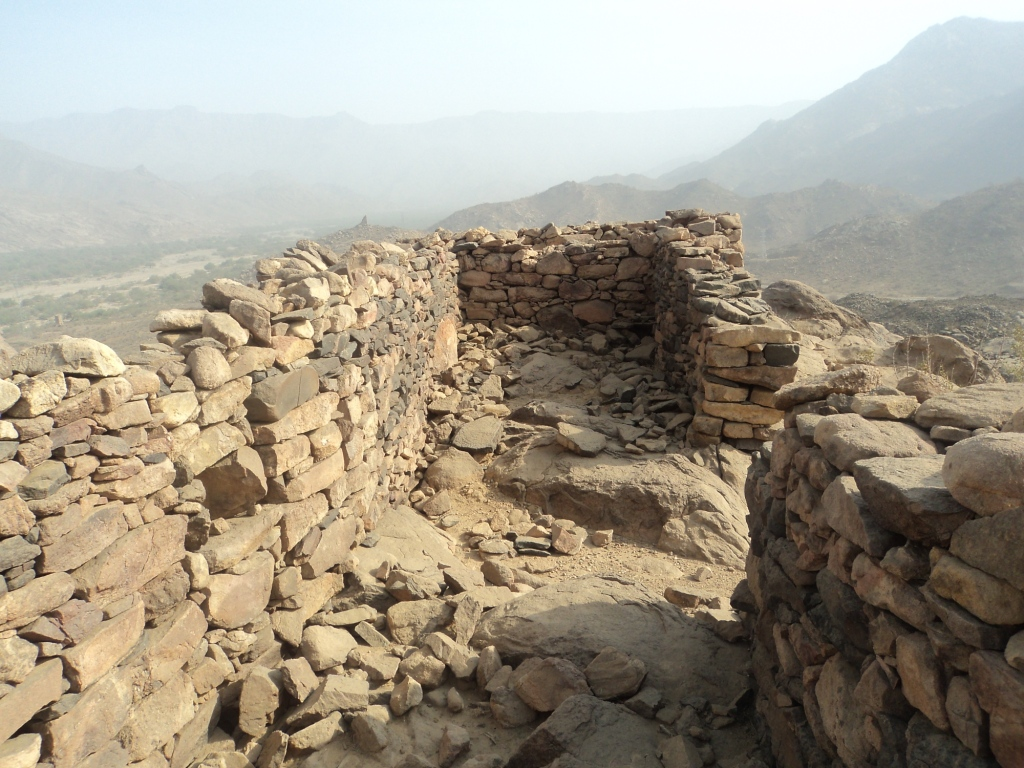
حوالة وادي الخيطان، تهامة
جامع الشرف (السقيفة)
مدرسة متوسطة وابتدائي بنين، في قبيلة حوالة
محطة أثرب العلوية للعربات المعلقة (االتلفريك)
منظر قبيلة حوالة ويظهر جبل أثرب
سد القمع
التين الشوكي
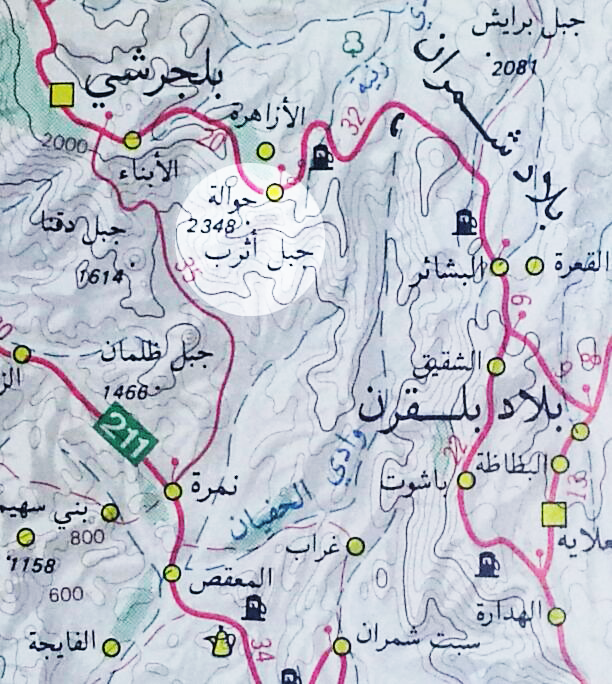
بلاد حوالة، جبل أثرب
رأس النخلة
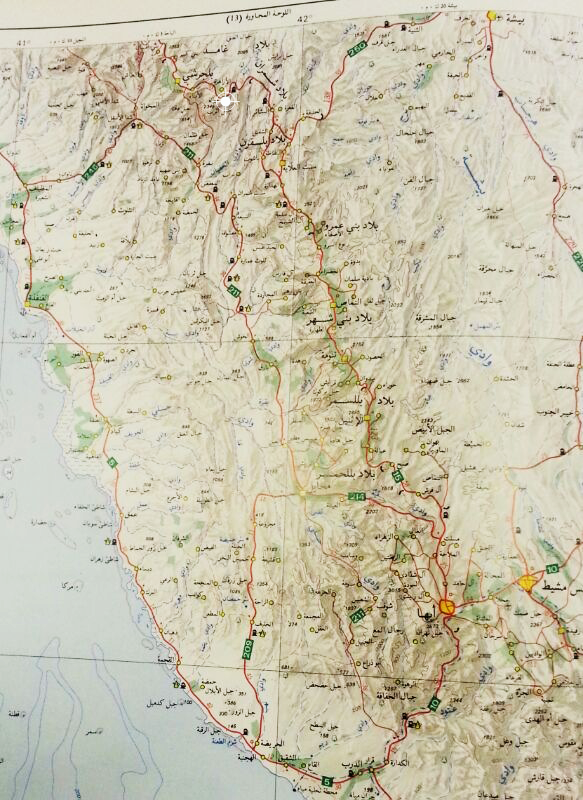
قبيلة حوالة على خارطة السعودية
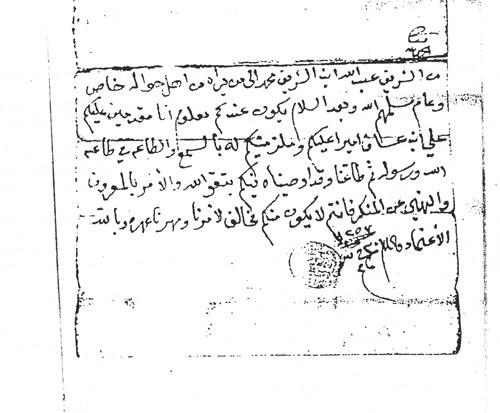
وثيقة بين قبيلة حوالة والأشراف
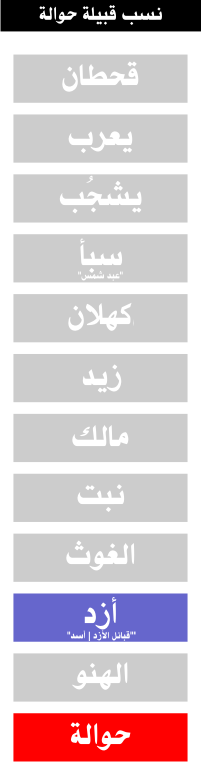
نسب قبيلة حوالة

## نسب قبيلة حوالة

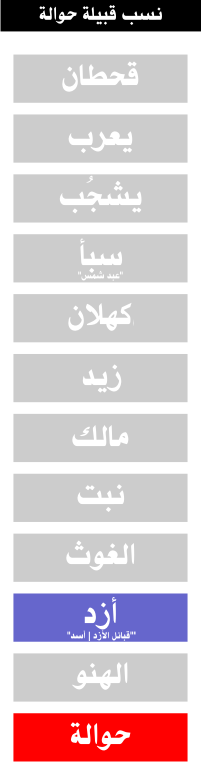
نسب قبيلة حوالة

حوالة هي قبيلة أزدية تنتسب إلى حوالة بن الهنو بن الأزد بن الغوث بن نبت بن مالك بن زيد بن كهلان بن سبأ بن يشجب بن يعرب بن قحطان.
واختلف النسابة في النسب بعد قحطان، وفي ذلك قال البلاذري: «اختلف الناس في قحطان. فقال بعضهم: قحطان هو يقطان المذكور في التوراة بعينه، إلا أن العرب أعربته فقالت قحطان. وقال آخرون: هو قحطان ابن هود عليه السلام بن عبد الله بن الخلود بن عاد بن عوص بن إرم بن سام ابن نوح، وهو غير يقطان». قال هشام الكلبي كان أبي محمد بن السائب الكلبي والشرقي بن القطامي يقولان: «قحطان بن الهميسع بن تيمن بن نبت بن قيذار - وهو قيدر - وكان قيدر صاحب إبل إسماعيل. واسمه مشتق من ذلك. وهو ابن إسماعيل عليه السلام بن إبراهيم». وقال صاحب الطبقات الكبير:«الأزد - واسمه درا - ابن الْغَوْثِ بْن نَبْتِ بْن مَالِكِ بْن زَيْد بْن كهلان بن سبأ - واسمه عامر - وسمي سبأ لأنه أوّل من سبى السبي. وكان يدعى عَبْد شمس من حسنه. ابن يشجب بْن يعرب. وهو المرعف. ابن يقطن، وهو قحطان. وإلى قحطان جماع اليمن. فَمَنْ نسبه إِلَى إِسْمَاعِيل بْن إِبْرَاهِيم ﷺ قَالَ قحطان بْن الهميسع بْن تيمن بْن نبت بْن إِسْمَاعِيل بْن إِبْرَاهِيم. هكذا كان ينسبه هِشَامُ بْنُ مُحَمَّدِ بْنِ السَّائِبِ الْكَلْبِيُّ عَنْ أَبِيهِ. ويذكر عن أَبِيهِ أنّه أدرك أَهْل النسب والعلم ينسبون قحطان إِلَى إِسْمَاعِيل بْن إِبْرَاهِيم». وقال المبرد:«قحطان عند أهل العلم، فهو ابن الهميسع بن تيمن بن نبت بن قيذار بن إسماعيل».

### أقرب القبائل نسبا لقبيلة حوالة
أقرب القبائل نسباً لقبيلة حوالة هم: الحجر الذي تندرج منه قبائل بني شهر وبني عمرو وبني الأحمر وبني الأسمر أو (بللحمر وبللسمر). ولا يعرف من إخوة الحجر هؤلاء في وقتنا الحاضر قبيلة مستقلة غير قبيلة حوالة و«تشهد كثرة ومناعة حصون حوالة بدفاع أهلها عن كيانهم ورفضهم لانتزاع سيادتهم على حقوقهم وممتلكاتهم».
وأما من سكن السروات فالحجر بن الهنوء ولهب، وناه، وغامد من دوس، وشكر، وبارق السوداء، وحاء، وعلي بن عثمان، والنمر، وحوالة، وثمالة، وسلامان والبقوم، وشمران، وعمرو).

### ينتسب إلى قبيلة حوالة قبيلةالبقوم
ينتسب إلى قبيلة حوالة قبيلة البقوم التي تسكن بوادي تربة ومنهم بطون نزحت إلى نجد والقصيم والأردن، وقال ابن السائب الكلبي (ت 204هـ): «أبناء الهنوء ثمانية». ومنهم حوالة بن الهنوء بن الأزد، أبو عامر الملقب (باقم) جد قبيلة البقوم.

### لحام وبطون وافخاد القبيلة
- تتفرع القبيلة بعرف أبناء المنطقة إلى لحام مفردها لحمة ويقابلها بلغة العرب العمارة وهي ما يلي القبيلة.

تتكون قبيلة حوالة من خمسة لحام رئيسة تنقسم منها بطون وأفخاذ القبيلة، وهي كما يلي:
| الخيرة |

| المقلة |

فيهم:
- آل فيصل
- آل سهيل
- آل عثمان
- آل دخيل الله
- آل جار الله
- آل جعري

| القاسم |

- آل عساف وهم:
  - آل غنيم
  - آل شايق
  - آل غنيم
- آل محسن ومنهم:
  - - آل مشني بشرى -
  - آل عطية
  - آل رايعه
  - آل فضيل
  - آل بن ثريا
  - آل الليلان
- آل علي وهم:
  - آل فضيل
  - آل زراع
- آل مفرح ومنهم:
  - آل عثمان
  - آل خزيم
- آل محسن وهم:
  - آل عزيز

| الحملة |

| آل حسن |

–الأصل وهم:
- آل شهوان وهم:
  - آل نزهة
  - آل رافع
  - آل علي بن حامد
  - آل محسون
- آل حسن – فرع –وهم:
  - سعيِّد بن حسن
  - آل ابن سعيِّد
  - آل مرزن

| آل حويفظ |

ومنهم:
- (سالم بن صالح وإخوته الذين يسكنون قرية المرباة).

| آل ماحية |

– حملة لوبة – وهم:
- آل سلمان وهم:
  - آل سعور
  - آل صمان
  - آل فرحة وهم:
  - آل سلمان
  - آل مفرح شُرى
- آل غانم وهم:
  - آل شايق
- آل عبد العزيز وهم:
  - آل عبد العزيز بن محمد
  - آل أحمد بن محمد (الليلان)
  - حصبان بن محمد
  - آل عبد الغني بن محمد
- آل مسافر وهم:
  - آل عميش
  - آل هاجر
  - آل صالح
  - أل جمعان
- آل عون الله وهم:
  - آل عاتي
  - آل يحيى
  - آل فاضل بن سعدى
  - آل العجمة
  - ال مرزن
  - ال صمان
  - آل بن سلمان

| آل داوود |

وتنقسم إلى آل مجري وآل مسفر:
| آل مجري |

وفيهم:
- آل غانم
- بن مديس
- آل عوضة وهم:
  - آل زارع
  - صالح بن عوضة

| آل مسفر |

وفيهم:
- آل عبد الخالق (الفقهاء)
- المحمود (وهم أبناء صالح بن عبد الله هزاع وعبد الله الفقيه)
- هزاع
- آل شرقان
- الفقيه
- آل بن شربه
- آل قذان
- آل خفير وهم:
  - آل دخيل الله
  - آل حنون

| الشرف |

- آل شائق
- آل مزهود
- آل محمود
- آل مشهور
- آل غانم
- آل جبره
- آل زهيّد
- آل عالي
- آل عيسى
- آل بن جميع
- آل بن مسافر
- آل جمعان

| آل أشاولة |

وفيهم:
- آل هادي ومنهم:
  - علي بن هادي بن سعيد
  - سعيد بن هادي بن سعيد
  - ذيبان بن هادي بن سعيد
  - احمد بن هادي بن سعيد
- آل محمد بن علي

ومنهم:
- - غيثان بن محمد
  - علي بن محمد

| الخيرة بتهامة |

- آل شباب
- آل حمدي
- آل سعيّد
- آل مقرع

| الخيطان |

- آل معيض
- آل سعور
- آل بن زارع

## جغرافيا القبيلة
تعتبر المنطقة جزء من الدرع العربي المتكون من الصخور النارية والمتحولة عن النارية وتكثر بها الحرات التي تظهر بوضوح في الجزء الشرقي والشمالي الشرقي وهي أرض تغطيها المقذوفات البركانية وتظهر على شكل حجارة سوداء تنتشر على مساحات كبيرة. وقد تأثرت الحافـة الغربية بالانكسار الكبير الذي كــون الأخـدود الإفريقـي أو الصدع الكبير ومنها البحر الأحمر بجباله المعروفة ويظهر ذلك بوضوح في الناحية الغربية ذات الانحدار الشديد والتي تشرف مباشرة على مناطق وسهول تهامة حيث تكثر العقبات التي لايمكن اجتيازها إلا في بعض مناطقها وقد نشطت بها الزلازل والبراكين آنذاك حيث غطت مصهوراتها كثير من مناطق الدرع العربي كما ساعدت المناطق المتصدعة بوجود الأودية.

### المناخ

جبل أثرب، قبيلة حوالة

تتأثر المنطقة بالعوامل المناخية السائدة في جنوب غرب المملكة وتهب عليها الرياح العكسية شتاءً والموسمية في فصل الصيف وتتأثر في بعض الفصول بالرياح التجارية الشمالية الشرقيـة الجافة وتسقط الأمطار بكميات مناسبة لنمو الغابات الكثيفة ولاسيما في السفوح الغربية والمرتفعات الغربية ويتنوع بها الغطاء النباتي وتقل الأمطار بالاتجاه نحو الشرق ويقل الغطاء النباتي وقد ضرب الجفاف المنطقة في الفترة الأخيرة، وقد استفادت كثيراً من وجود الأودية وذلك في السقيا والاستهلاك الآدمي ويعود ذلك لظاهرة التسخين الحراري والتي تعود في منشئها إلى بقع الزيت المنتشرة على المسطحات المائية والتي قللت بدورها من ظاهرة التبخر من تلك المسطحات. وكذلك ماأفرزته الحضارة المدنية من تغيير في الغلاف الجوي وهذه مجتمعة أدت إلى حدوث زحزحة في مناطق الضغط وتغيير في مناطق هبوب الرياح التي تجلب معها الرطوبة وتؤدي إلى التساقط، وقد سجلت كميات من المطر في بعض السنوات تصل إلى 500 ملم  ويمكن تقدير المتوسط السنوي بـ300 ملم وقد سجلت المراصد سقوط الأمطار في كل الفصول ولكن أغزرها مطر الشتاء والربيع وتصل درجة الحرارة في الصيف 30 درجة وتقل كثيراً في الشتاء حيث سجلت بعض المراصد 2 درجة، فهي معتدلة صيفاً وتميل إلى البرودة شتاءً وتزداد الحرارة في الاتجاه نحو الشرق حيث يميل الجو صيفاً إلى الحرارة. أما المناطق الغربية فهي معتدلة المناخ صيفاً وتشتد بها البرودة شتاءً.
و يمتاز مناخ السراة عامة باللطف والاعتدال صيفاً حيت تتراوح درجة الحرارة بين (22 و27) درجة مئوية. في فصل الشتاء البرودة تشتد البرودة في السراة حيث تتدنى درجة الحرارة أحياناً إلى (10) درجات مئوية. ويتنوع المناخ ما بين مناخ مرتفعات السراة العليل صيفاً في سراة حوالة ومناخ سهل تهامة في حوالة الخيطان والمشهور بحرارته في الصيف الذي تصل به درجة الحرارة إلى أكثر من (35) درجة مئوية، ويمتاز مناخ تهامة بدفء شتاءه الذي يجذب أهل السراة إليه عند اشتداد البرودة بمرتفعاتها.
الأمطار
تسقط الأمطار بكميات متفاوته على المنطقة وغالباً ما يكون فصل الصيف والشتاء هما موسما الأمطار الغزيرة. كما يوجد مناخ الإصدار التي تقع على سفوح الجبال الغربية (حيث تقع إصدار الرويس ولوبه) وهو معتدل طوال أيام السنة. وقد سجلت كميات من المطر في بعض السنوات تصل إلى 500 ملم  ويمكن تقدير المتوسط السنوي بـ300 ملم وقد سجلت المراصد سقوط الأمطار في كل الفصول ولكن أغزرها مطر الشتاء والربيع وتصل درجة الحرارة في الصيف 30 درجة وتقل كثيراً في الشتاء حيث سجلت بعض المراصد 2 درجة، فهي معتدلة صيفاً وتميل إلى البرودة شتاءً وتزداد الحرارة في الاتجاه نحو الشرق حيث يميل الجو صيفاً إلى الحرارة. أما المناطق الغربية فهي معتدلة المناخ صيفاً وتشتد بها البرودة شتاءً.
الضباب
تشتهر المنطقة عموماً بالسحب التي تضفي جمالا وسحرا على طبيعة المنطقة، والإمكار التي تسقط على المنطقة والتي يصل معدلها السنوي 305ملم. كما تتمتع المنطقة بخضرة وافرة وغابات كثيفة واجواء ضبابية، من شانها جذب الوفود من مختلف مناطق المملكة بالارتحال للمنطقة والاستمتاع بأجوائها خصوصاً خلال فصل الصيف.
| البيانات المناخية لـقبيلة حوالة | البيانات المناخية لـقبيلة حوالة | البيانات المناخية لـقبيلة حوالة | البيانات المناخية لـقبيلة حوالة | البيانات المناخية لـقبيلة حوالة | البيانات المناخية لـقبيلة حوالة | البيانات المناخية لـقبيلة حوالة | البيانات المناخية لـقبيلة حوالة | البيانات المناخية لـقبيلة حوالة | البيانات المناخية لـقبيلة حوالة | البيانات المناخية لـقبيلة حوالة | البيانات المناخية لـقبيلة حوالة | البيانات المناخية لـقبيلة حوالة | البيانات المناخية لـقبيلة حوالة |
| الشهر                           | يناير                           | فبراير                          | مارس                            | أبريل                           | مايو                            | يونيو                           | يوليو                           | أغسطس                           | سبتمبر                          | أكتوبر                          | نوفمبر                          | ديسمبر                          | المعدل السنوي                   |
| ------------------------------- | ------------------------------- | ------------------------------- | ------------------------------- | ------------------------------- | ------------------------------- | ------------------------------- | ------------------------------- | ------------------------------- | ------------------------------- | ------------------------------- | ------------------------------- | ------------------------------- | ------------------------------- |
| متوسط درجة الحرارة الكبرى °ف    | 37.8                            | 43.7                            | 53.6                            | 65.7                            | 74.5                            | 77.9                            | 80.8                            | 84.4                            | 77.9                            | 68.9                            | 56.7                            | 48.6                            | 64.2                            |
| متوسط درجة الحرارة الصغرى °ف    | 25.0                            | 29.3                            | 38.5                            | 41.4                            | 48.6                            | 58.1                            | 67.5                            | 65.1                            | 56.5                            | 47.3                            | 41.5                            | 34.7                            | 46.1                            |
| الهطول إنش                      | 2.36                            | 2.30                            | 1.89                            | 0.33                            | 0.11                            | 0.00                            | 0.0                             | 0.0                             | 0.00                            | 0.43                            | 1.20                            | 2.49                            | 11.11                           |
| متوسط درجة الحرارة الكبرى °م    | 3.2                             | 6.5                             | 12.0                            | 18.7                            | 23.6                            | 25.5                            | 27.1                            | 29.1                            | 25.5                            | 20.5                            | 13.7                            | 9.2                             | 17.9                            |
| متوسط درجة الحرارة الصغرى °م    | −3.9                            | −1.5                            | 3.6                             | 5.2                             | 9.2                             | 14.5                            | 19.7                            | 18.4                            | 13.6                            | 8.5                             | 5.3                             | 1.5                             | 7.8                             |
| الهطول مم                       | 60.0                            | 58.5                            | 48.0                            | 8.3                             | 2.8                             | 0.1                             | 0.0                             | 0.0                             | 0.1                             | 10.9                            | 30.5                            | 63.2                            | 282.4                           |
| المصدر:                         |                                 |                                 |                                 |                                 |                                 |                                 |                                 |                                 |                                 |                                 |                                 |                                 |                                 |

### الغطاء النباتـي
يتأثر الغطاء النباتي بمجموعة من العوامل منها المناخ والارتفاع عن سطح البحر وكمية الأمطار وطبيعة التربة ومواجهتها للرياح الرطبة. ويمكن ذكر أنواع النباتات التالية:
1- الغابات : وتظهر بوضوح في المرتفعات الغربية والسفوح الغربية وتكثر بها نباتات العرعر كما تظهر أشجار العتم (الزيتون البري) وبعض الأشجار الشوكية كالطلح وتتنوع النباتات لاسيما في السفوح الغربية ومن أبرز هذه الغابات (حوالة  – الخالة – القمع – قذانة – موطف – الهيجاء وغيرها).
2- النباتات المتوسطة : وقد تظهر على شكل أحراش متقاربة ولاسيما في مجاري الأودية وتغلب عليها في القسم الشرقي الأشجار الشوكية كالطلح والقرض والسدر وقد تظهر بها نباتات كثيرة ذات فوائد طبية واقتصادية مثل الضرم والطباق والشث وغيرها: 3- المراعي : المحافظة غنية بمراعيها ولاسيما في السفوح الشرقية وفي سنوات المطر الغزير تظهر أنواع من السافانا الجيدة التي تشكل بدورها بيئة رعوية مناسبة لقطعان الأغنام التي تكثر في القسم الشرقي والشمالي من هذه المحافظة حيث ينتقل البدو فيها تبعاً لجودة المراعي وغناها.

### التضاريس

منظر قبيلة حوالة ويظهر جبل أثرب.

تضاريس المنطقة تنقسم إلى سهول منخفضة غربية وصولاً لساحل البحر الأحمر تعرف بتهامة، وجبال بركانية تعرف بـ (الحجاز، السراة). وتُغطى المناطق الجبلية بشكل شبة كلي أشجار صنوبرية محلية تسمى بالعرعر بالأضافة إلى أنواع عديدة من الأشجار المثمرة أو اشجار الاحراش والغابات ومنها والعنب والتين الشوكي والفركس والطرنج والمشمش والكمثرى والبطيخ الاسود التفاح واللوز البجلي وموز الصدر والبوص والحماط هو نوع من أنواع التين موطنه جبال الحجاز الرمان اللوز الاخضر الشبارق والالخوخ و(البشام، البيلسان)و (العتم، شجر الزيتون البري) والبحرزاف والسدر والطلح، وغيرها وأيضا النباتات والشجيرات الصغيرة والازهار كـ الكادي والريحان والحبق والنيم والياسمين والورد الحجازي و(العقش، توت العليق) العرفج وغيرها وتنتشر على سفوحها مصاطب ومدرجات زراعية التي زرع فيها سكان المنطقة نباتات المنطقة التي اعتمدو عليها في غذائهم مثل الذرة البيضاء الشعير القمح الدخن السمسم العدس والخضروات المحلية كـ القرع العسلي والدباء العربي والالثفاء والبطاطس والجزر والطماطم والفلفل وغيرها.
وتتفاوت تضاريس بلاد حوالة حيث سفوح الجبال الصخرية والتي تنتشر عليها بعض المنازل القديم منها والحديث، وحيث الأودية السهلية التي تنتشر بها البلاد الزراعية وكذلك منخفض حوالة بأتجاه الساحل الغربي «وادي الخيطان» والذي يتمتع بجو شتوي دافي نظراً لكونه منطقة منخفضة. وتنقسم التضاريس إلى :
1. المرتفعات الجبلية
2. السراة
3. الإصدار
4. تهامة

وفيما يلي تفصيلاً موجزاً عن كل تلك التضاريس:

## النبات

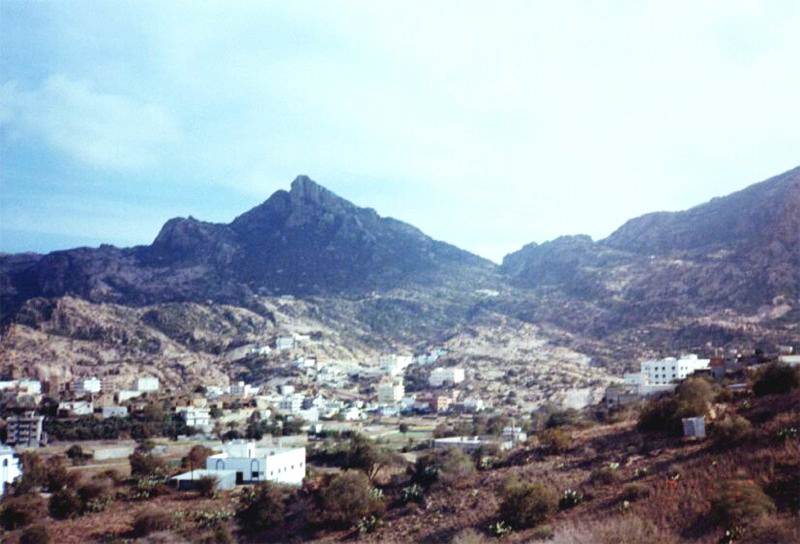
قبيلة حوالة ويظهر جبل أثرب

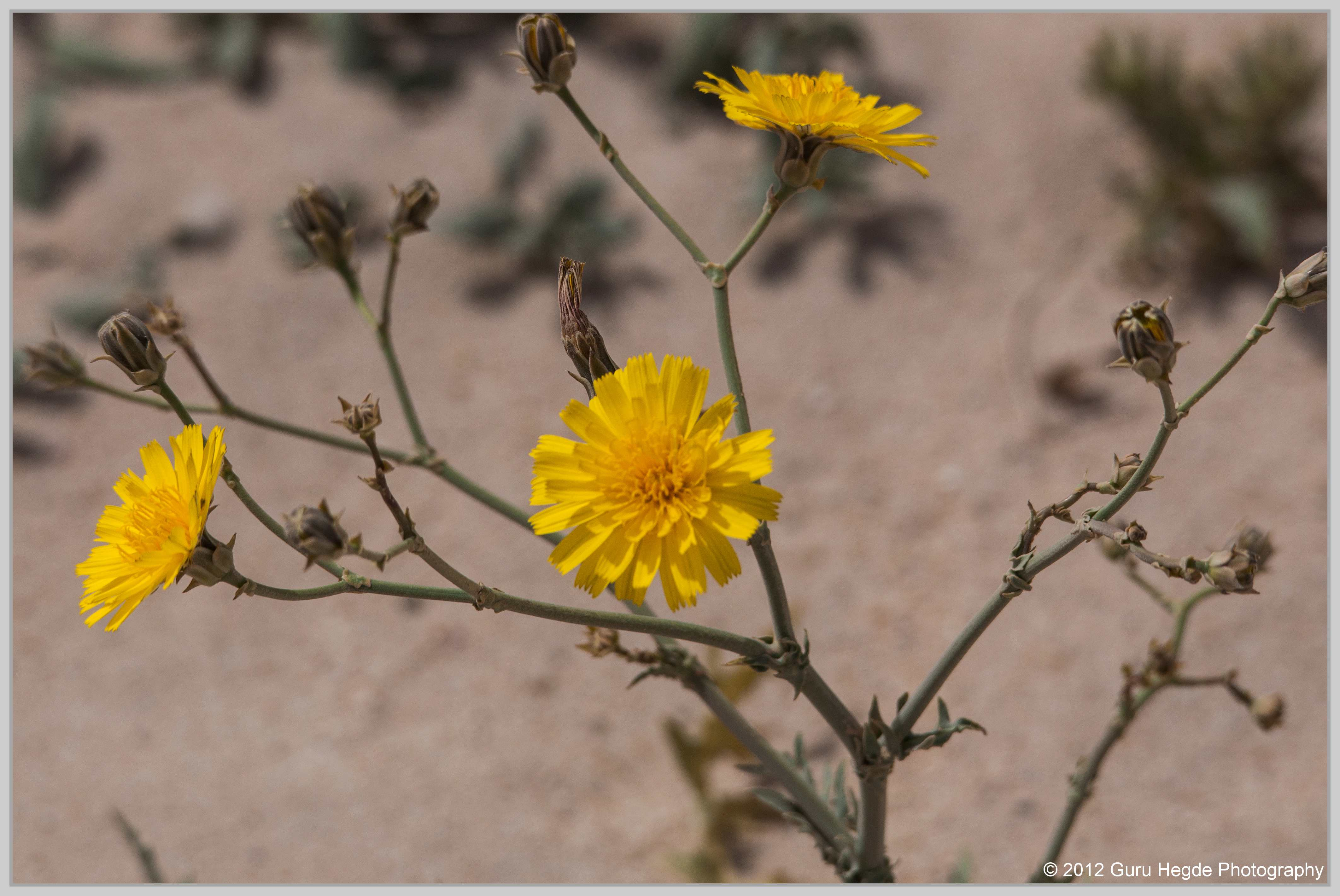
نبتة العرفج

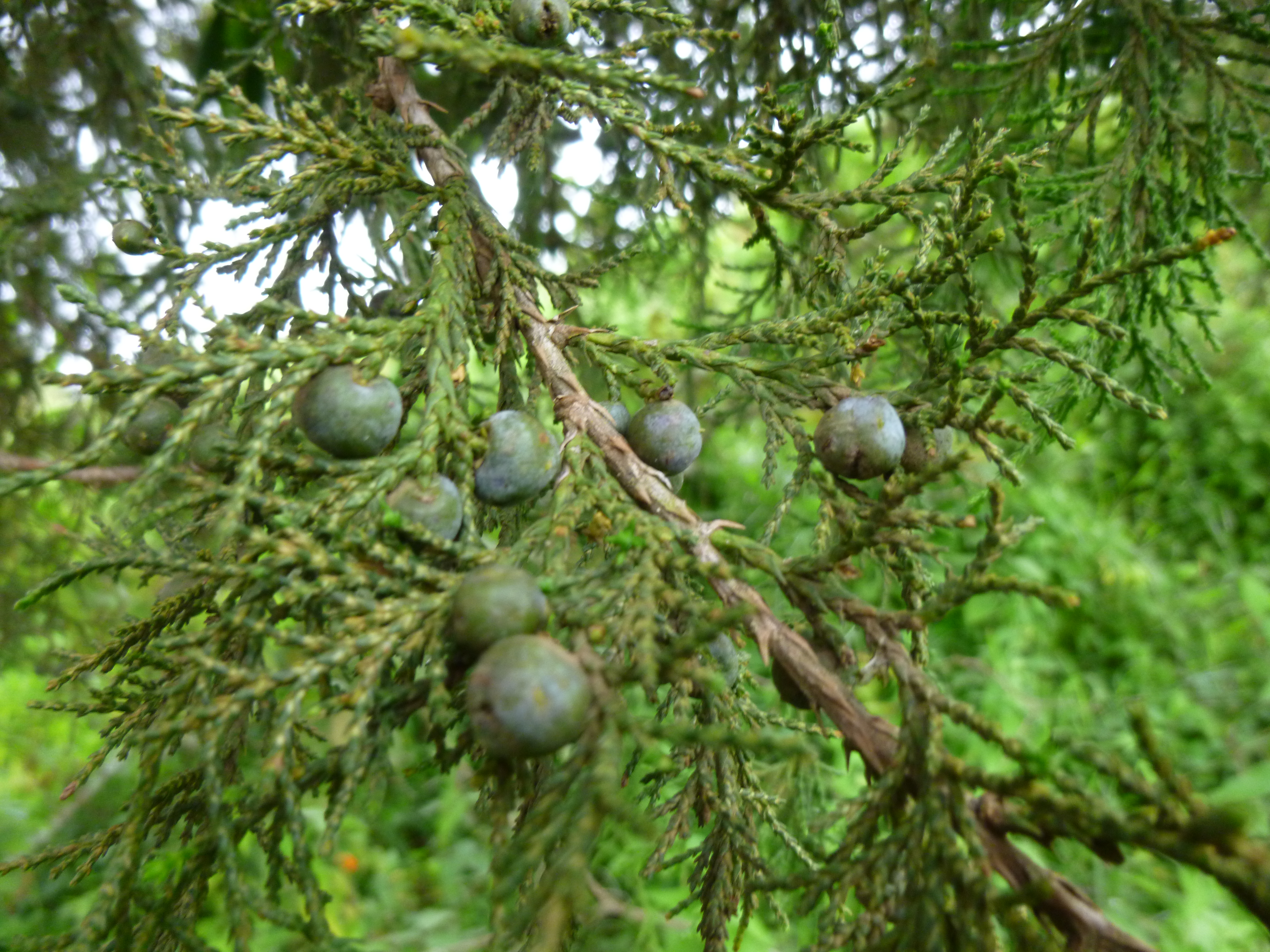
للعرعر ثمراً أمثال النبق

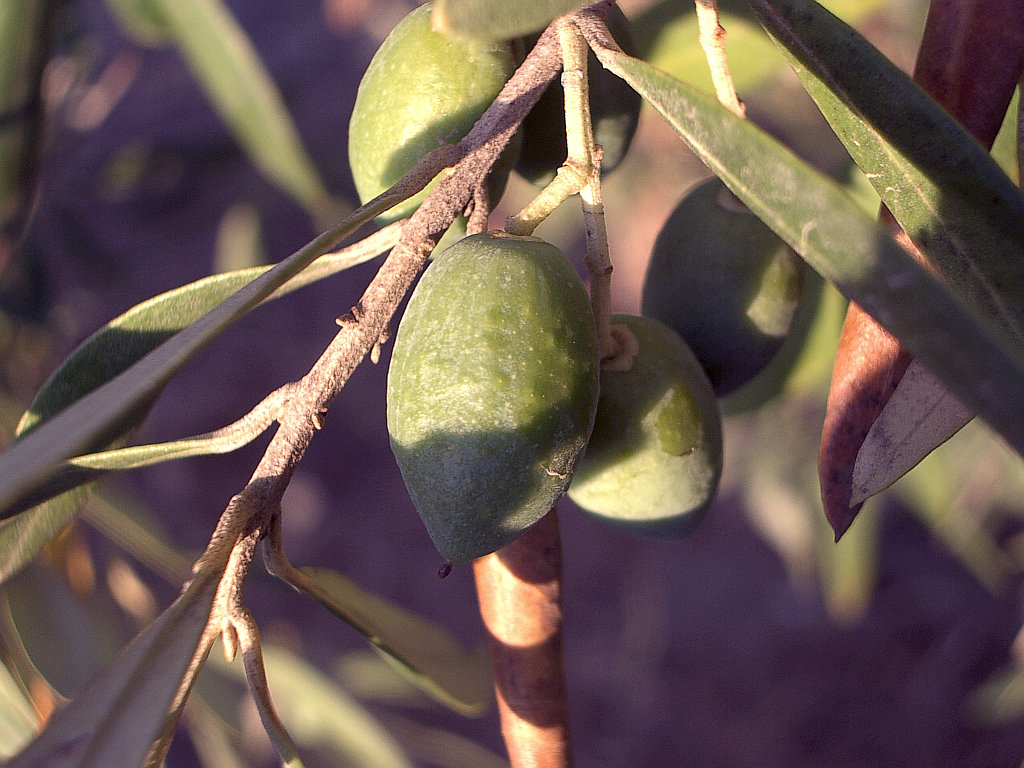
ثمار الزيتون

## القرى السكنية

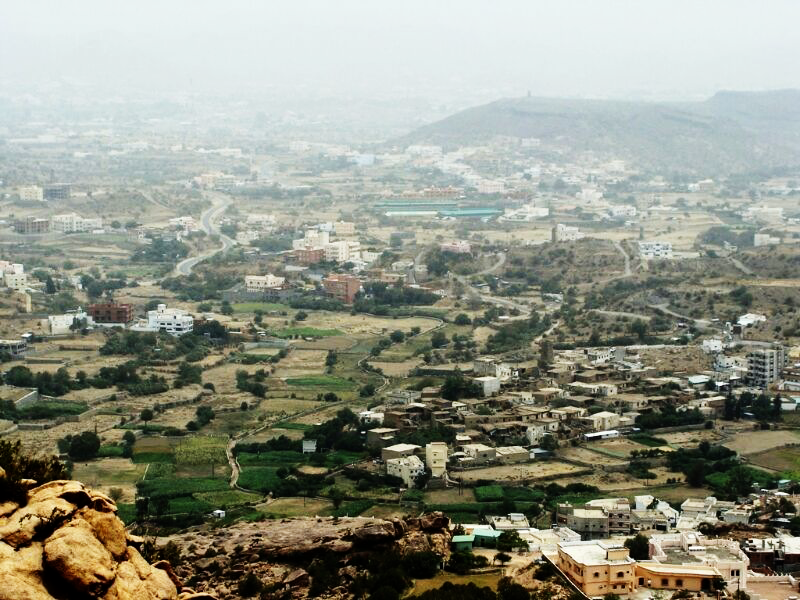
بلاد قبيلة حوالة

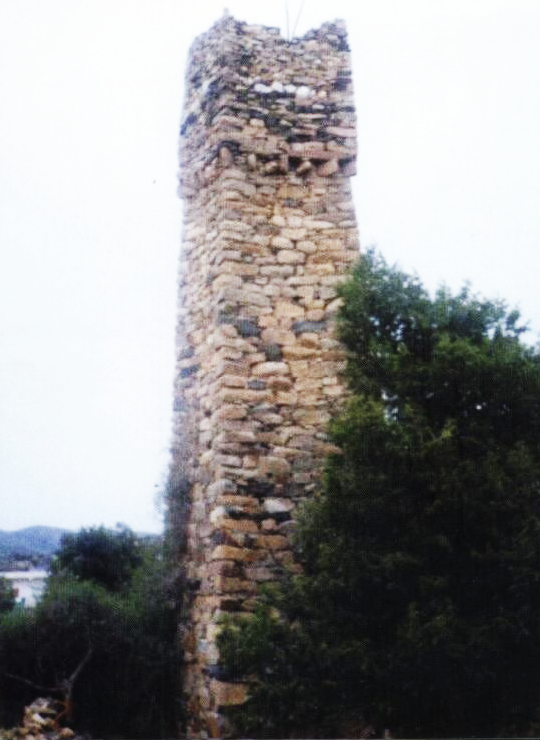
حصن زحاف الجديد

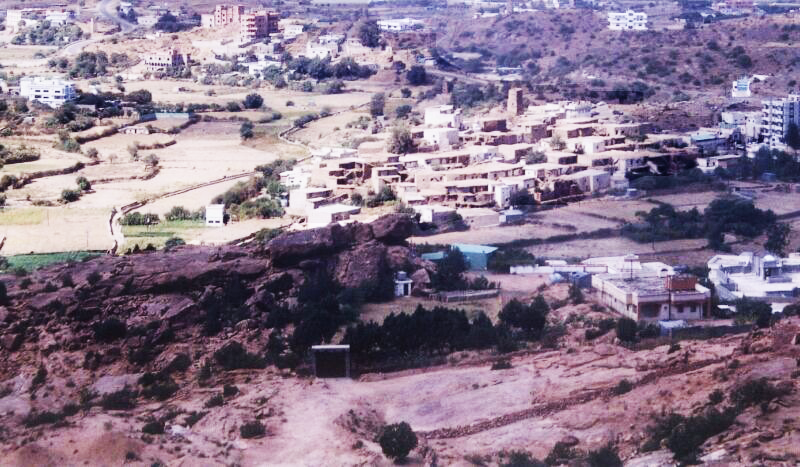
منظر من أعلى جبل أثرب لقبيلة حوالة

### القرى الأثرية

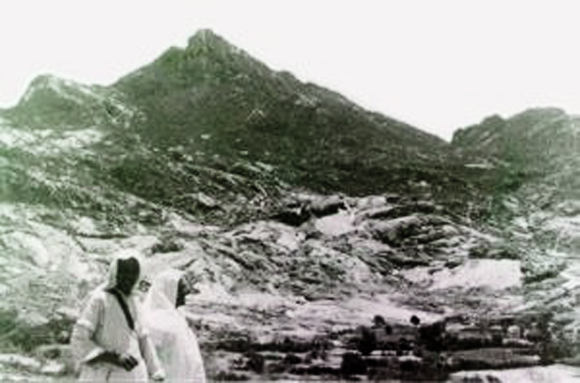
منظر من البلاد وجبل أثرب

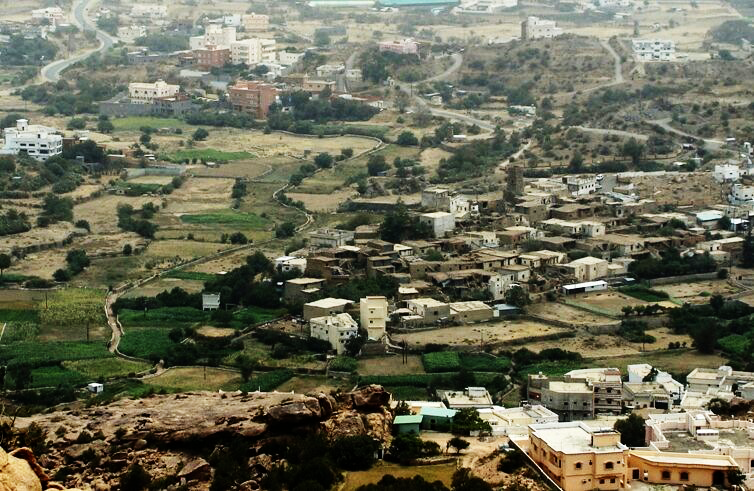
المساحات الخضراء على مدار العام

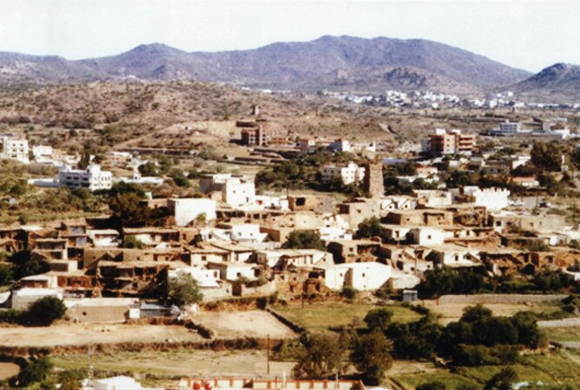
سنان القديمة الدار

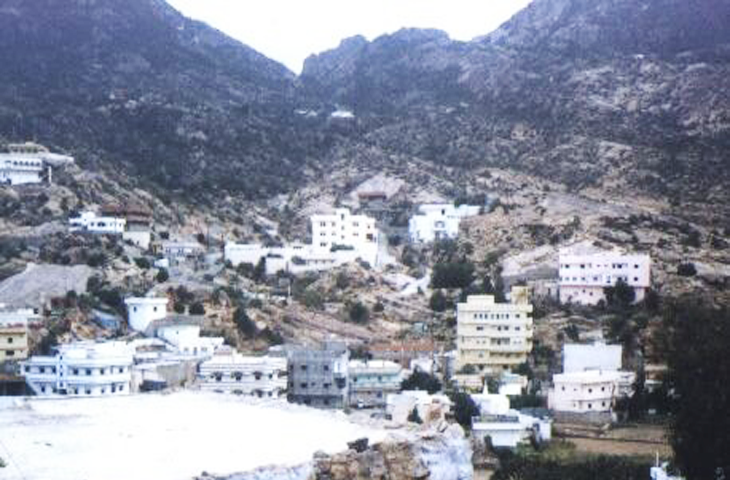
منظر جانبي من ناحية جبل أثرب

### الحصون الأثرية

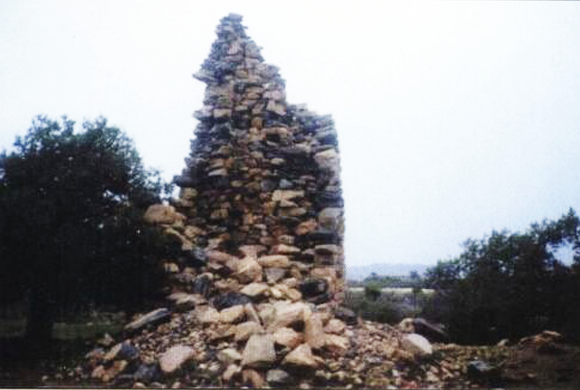
حصن زحاف القديم

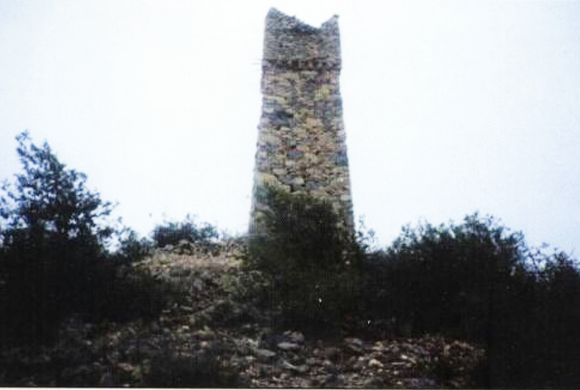
حصن آل حبه

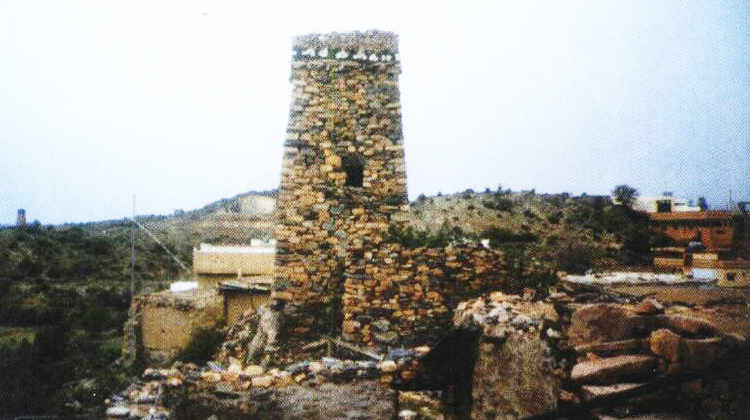
حصن حلق الفقير

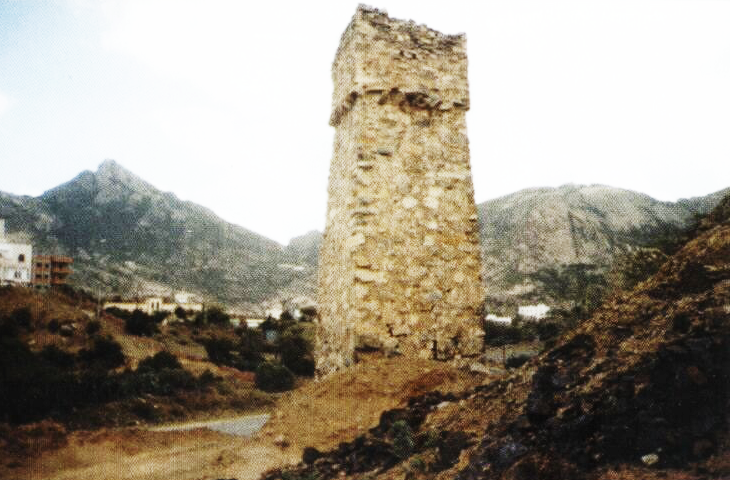
حصن سد الوادي

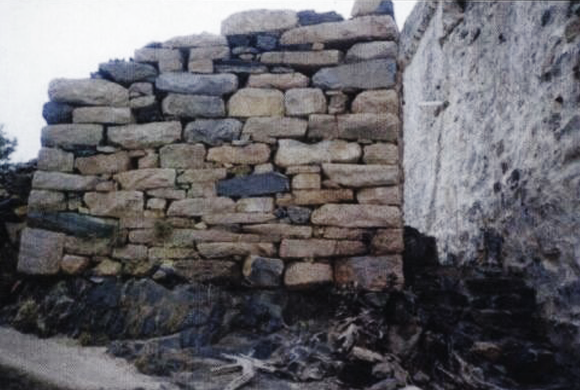
حصن الجرين الطويل

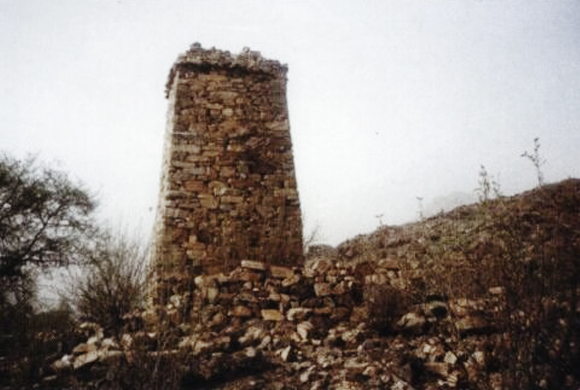
حصن الأمادرة

### مواقع أثرية أخرى

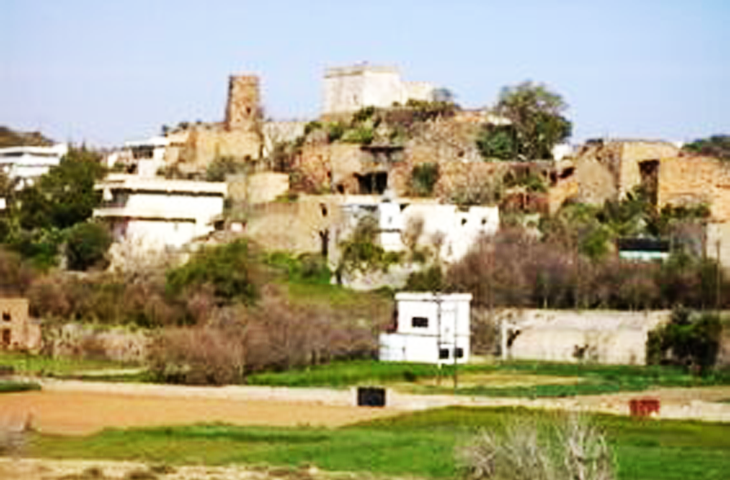
امتزاج الحضارة

## وادي الخيطان

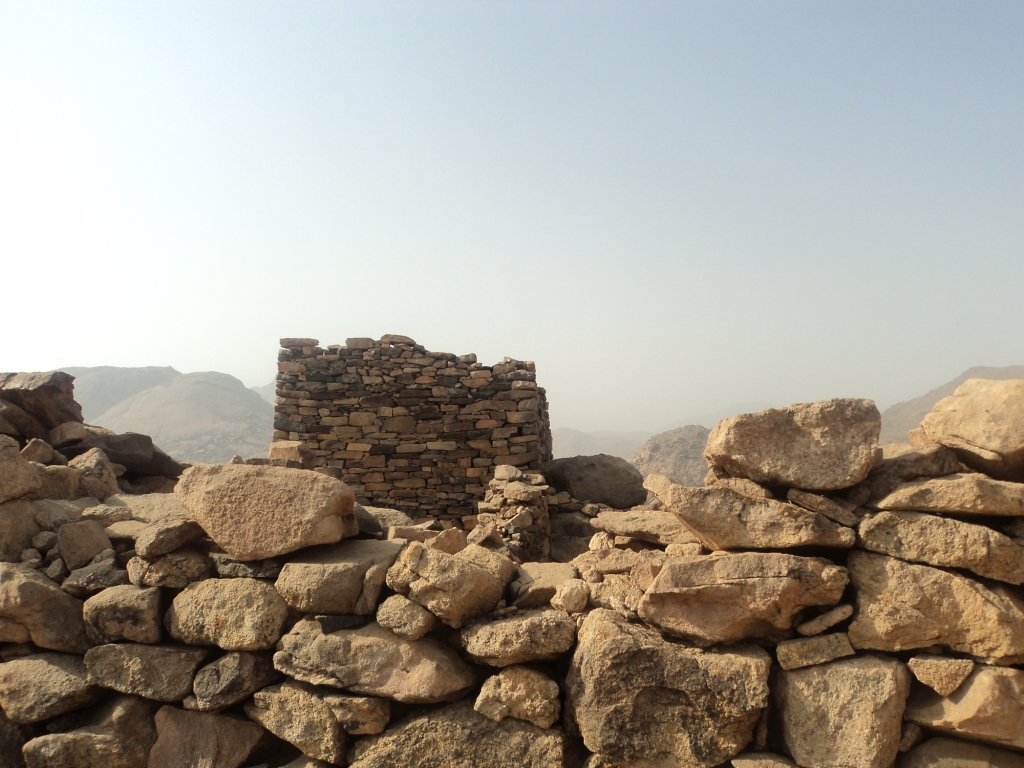
أحدى حصون وادي الخيطان

### تضاريس الوادي

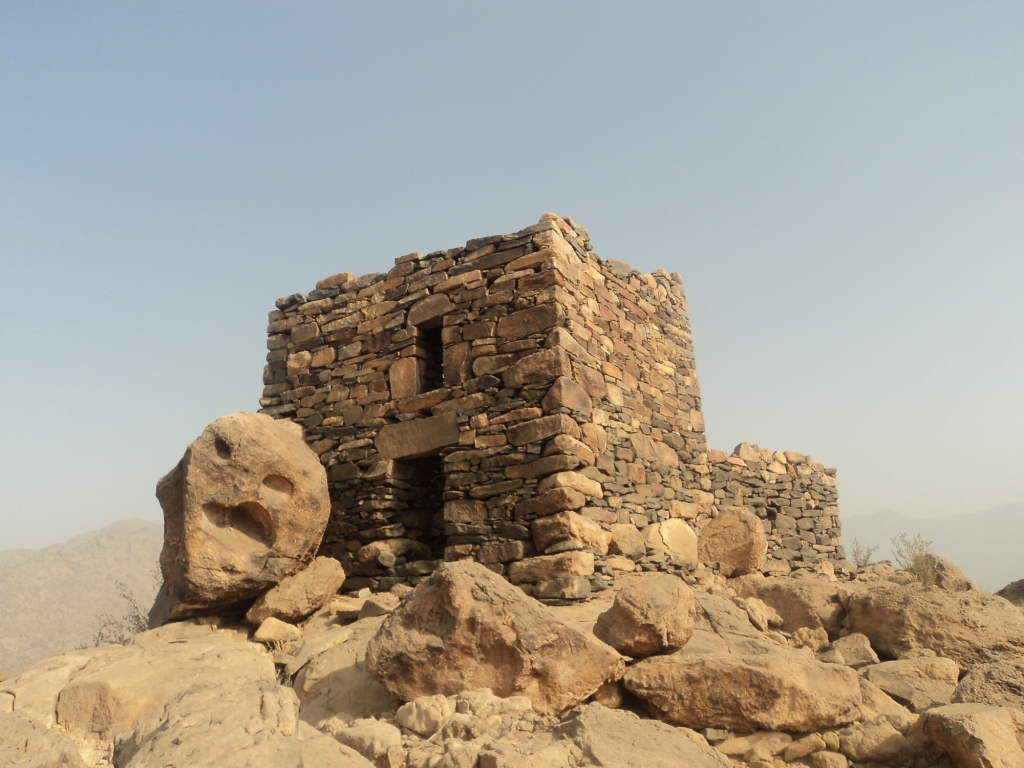
وادي الخيطان «تهامة» الخيطان

### النمر العربي

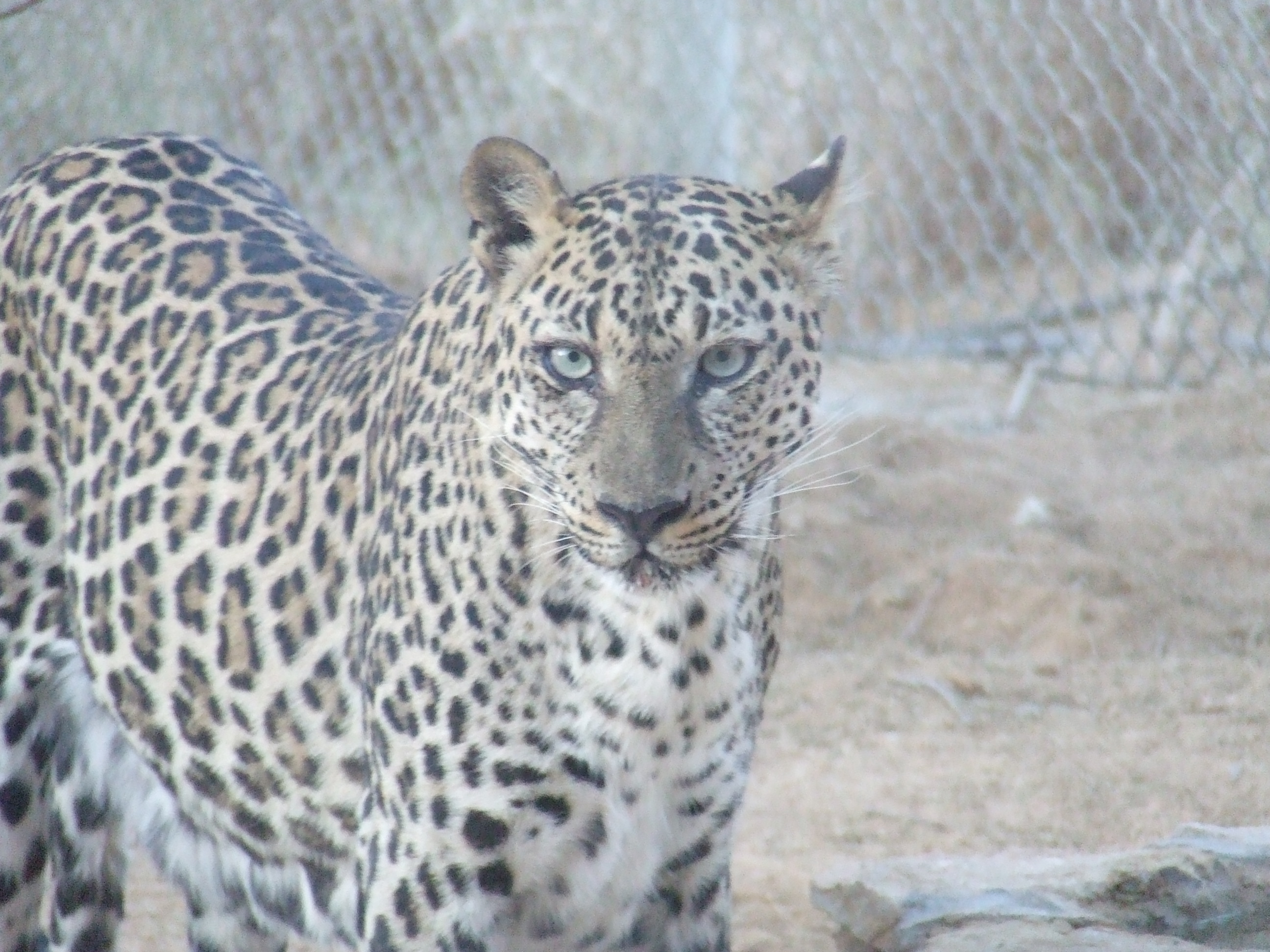
صورة للنمر العربي

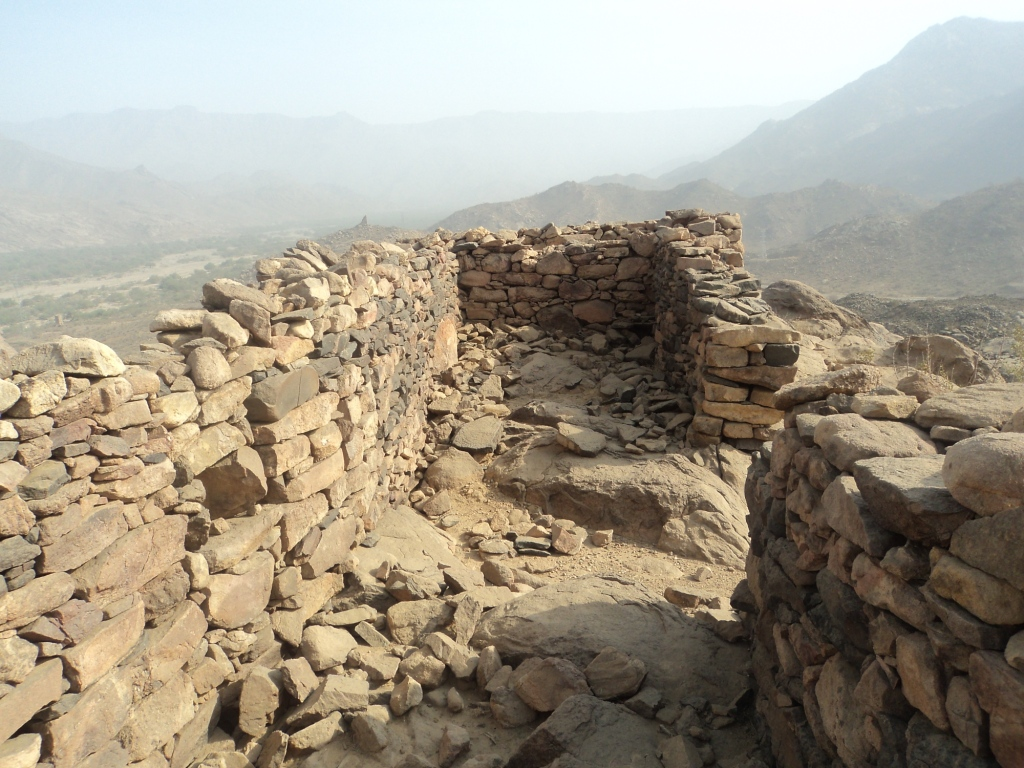
احدى حصون الوادي

## السياحة

محطة أثرب العلوية للعربات المعلقة (التلفريك).

#### الجبال
أولاً: المرتفعات الجبلية: تتكون بلاد حوالة في معظم تضاريسها من الجبال بحيث تشكل مع بعضها الحد الصخري الهائل الذي ينعطف عنده مسار جبال السروات ليميل بأتجاه الشرق ويتيح لسهل تهامة التوسع حيث يلي هذه الجبال من ناحية تهامة وادي قنونا الكبير الذي يصب في البحر الأحمر بمحاذاة مدينة القنفذة. ويشتهر هذا الحد الصخري بجباله ذات التضاريس الصعبة وادغاله الموحشه، فيما يلي سرداً ملخصاً لجبال بلاد حوالة: 

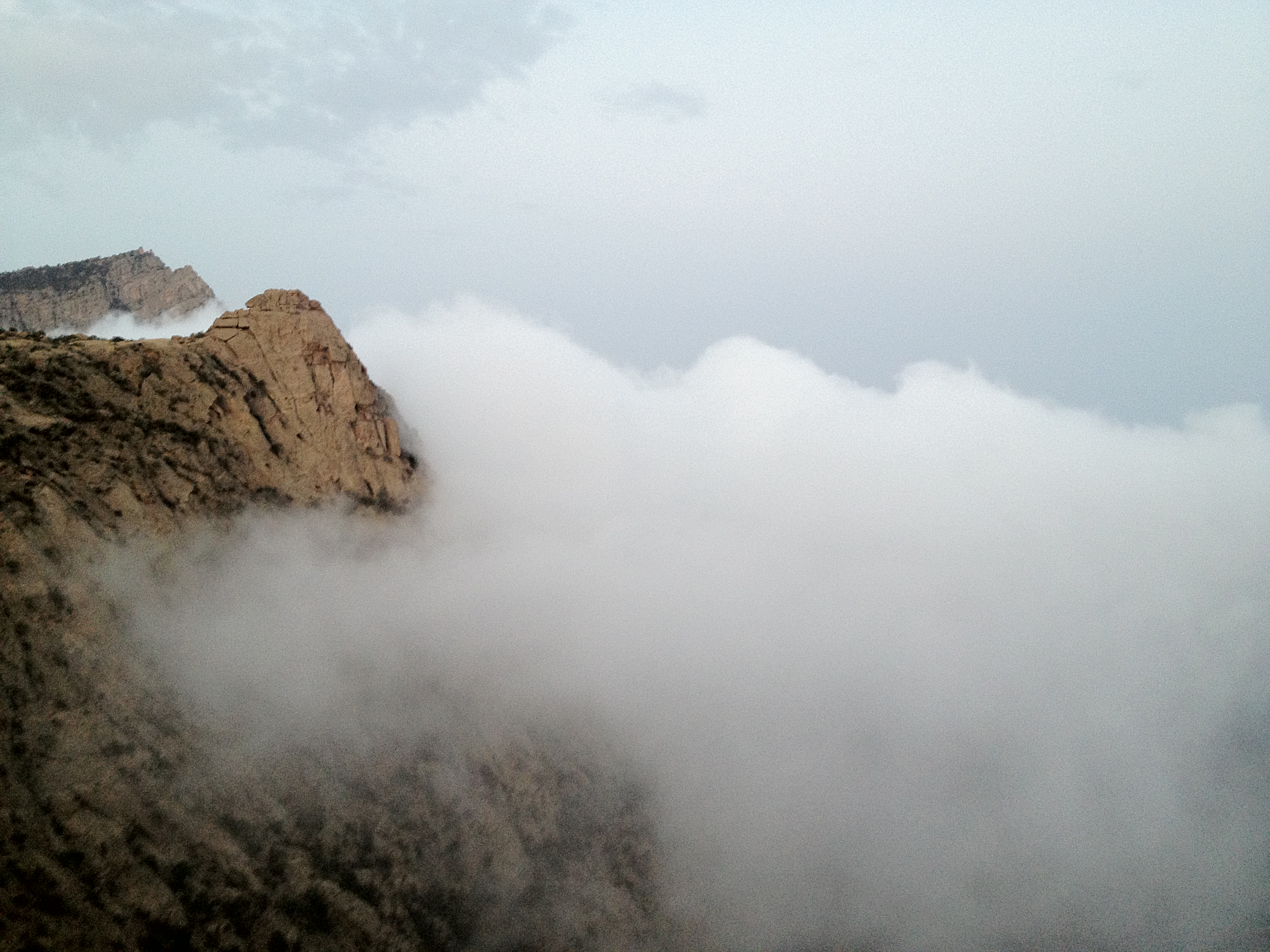
جبل رأس النخلة

جامع الشرف (السقيفة).

1. جبل أثرب: هو أعظم جبال المنطقة، ويصل ارتفاع قمته إلى حوالي 2500 متر بمحاذاة الطريق العام. وتنتشر على سفوحة الشمالية بيوت قرية دار الجبل، وبه الكثير من الغابات والعيون وتتوفر به جداول مياه على مدار العام. ويوجد به امكان قديمة للتعدين وكان السكان يستخدمون صخورة لبناء البيوت والحصوت قديماً حيث توجد مواقع تسمى بالمكاسر في انحاء من الجبل. تستخرج منها قطع الصخور أو ما يمسحى بلهجة السكان «الصلي والجباية».
2. جبل النحرين : من الجبال المرتفعة من جهة تهامة، وتنحدر سفوحه الجنوبية إلى الغارين وينحدر في اتجاه الشمال إلى جفاف.
3. جبل شعران : امتداد لجبل مرعد، وينحدر إلى الشرق، ويطل على الجوف من الشرق.
4. جبل الأبرق : يجاور جبل مرعد من الشمال، ويطل على لوبه. وهو جبل شديد الانحدار باتجاه الشمال الغربي.
5. جبل رؤوس النواصي : وهي للناظر من جهة تهامة تعتبر من القمم العالية الشديدة الانحدار إلى الجهة الشمالية والغربية.
6. جبل الجناب : يقع إلى الجنوب من جبل القميشة، ويشتهر بكثرة مناحل العسل.
7. جبل رأس النخلة: يقع إلى الجنوب الغربي من رأس الحنجور، ويوجد به الكثير من المساحات المنبسطة، وتطل الجهة الجنوبية منه على قرية لوبة، والجهة الغربية على وادي الخيطان.
8. جبل بصرة : يقع في الجزء الجنوبي من وادي الخيطان، ويشتهر بوعورته الشديدة وصخوره الكبيرة الشديدة الانحدارة.
9. جبل مرعد : وهو من القمم العالية، ويقع إلى الجنوب الغربي من قمة جبل أثرب، ويطل على الجوف من الجهة الشرقية وعلى تهامة من الجنهة الجنوبية.
10. جبل القلب : ويقع جنوب غرب وادي الخيطان، وسمي بذلك لأن شكله يشبه القلب ويرى بوضوح من المحطة العلوية للعربات المعلقة (التفلريك).
11. جبل القميشة : وهو أحد الجبال البارزة إلى الغرب باتجاه وادي الخيطان ويشتهر بكثرة المناحل وتتواجد به النمور العربية والوبارة.
12. جبل دقناء : ويقع غرب وادي الخيطان ويشتهر بمراعية الغنية بالنباتات.
13. جبل رأس الجرف: وهو المرتفع الذي تقع عليه المحطة العلوية للتلفريك.[23]

جانب من قبيلة حوالة، يظهر جبل أثرب في الخلف

#### العقاب
أولاً: العقاب: من جبال حوالة تنحدر العديد من العفاب (العقبة هي الطريق الذي استخدمه الناس قديماً للإنتقال من مرتفعات السراة إلى مناطق منخفضة كالإصدار وتهامة). وبعض طرق هذه العقبات خطرة خاصة عند هطول الأمطار ويصعب استخدام الدواب للنزول بها نظراً لكثرة الإمكان الوعرة بها وخطورتها، ومن أهم عقاب حوالة:
1. عقبة حوالة: بالفتح - تصل بين السراة وتهامة وتبدأ من شفا حوالة غربي القرية بكيل واحد مارة بأصدار لوبة الشهيرة بكثرة المياه والزرع والمناحل. وتنتهي بوادي الخيطان فبلاد العوامر من خثعم0 وتمتد عقبة حوالة بمحافظة بلجرشي بمنطقة الباحة.[25]
2. عقبة رأس الجرف: ويقع بها الآن مباني محطة - مشروع تلفريك أثرب- التلفريك العلوية [18][23]، ويتجة طريق العقبة إلى وادي الخيطان [18]..
3. عقبة دحيمة : تنحدر من الجهة الغربية لقرية الشرف إلى وادي الخيطان، وهي أقصر العقاب الموصلة إلى وادي الخيطان.
4. عقبة الحنجور : ينحدر طريق عقبة الحنجور إلى قرية لوبة.
5. عقبة الحريقة : تنحدر جنوباً صوب الجرف وهي من أقدم العقاب.
6. عقبة الريع والمضلال : وتتجة هذه العقبة إلى قرية الرويس جنوب جبل أثرب.

#### السراة
ثانياً: السراة: تقع سراة حوالة على ارتفاع حوالي 1800 متر فوق سطح البحر،  وتشتهر باراضيها السهلة والخصبة حيث يمتد على ارضها وادي حوالة المتصل بوادي النهيين المشهور تاريخياً. وتنتشر البلاد الزراعية في هذه الاودية التي تستفيد من مياه السيول لتوفير المياه لآبارها. ومن أشهر المحاصيل الزراعية بالسراة من الحبوب الذرة والحنطة والشعير ومن الفواكة الرمان والخوخ والتوت والعنب والتين (الحماط)والتين الشوكي.

#### الأصدار

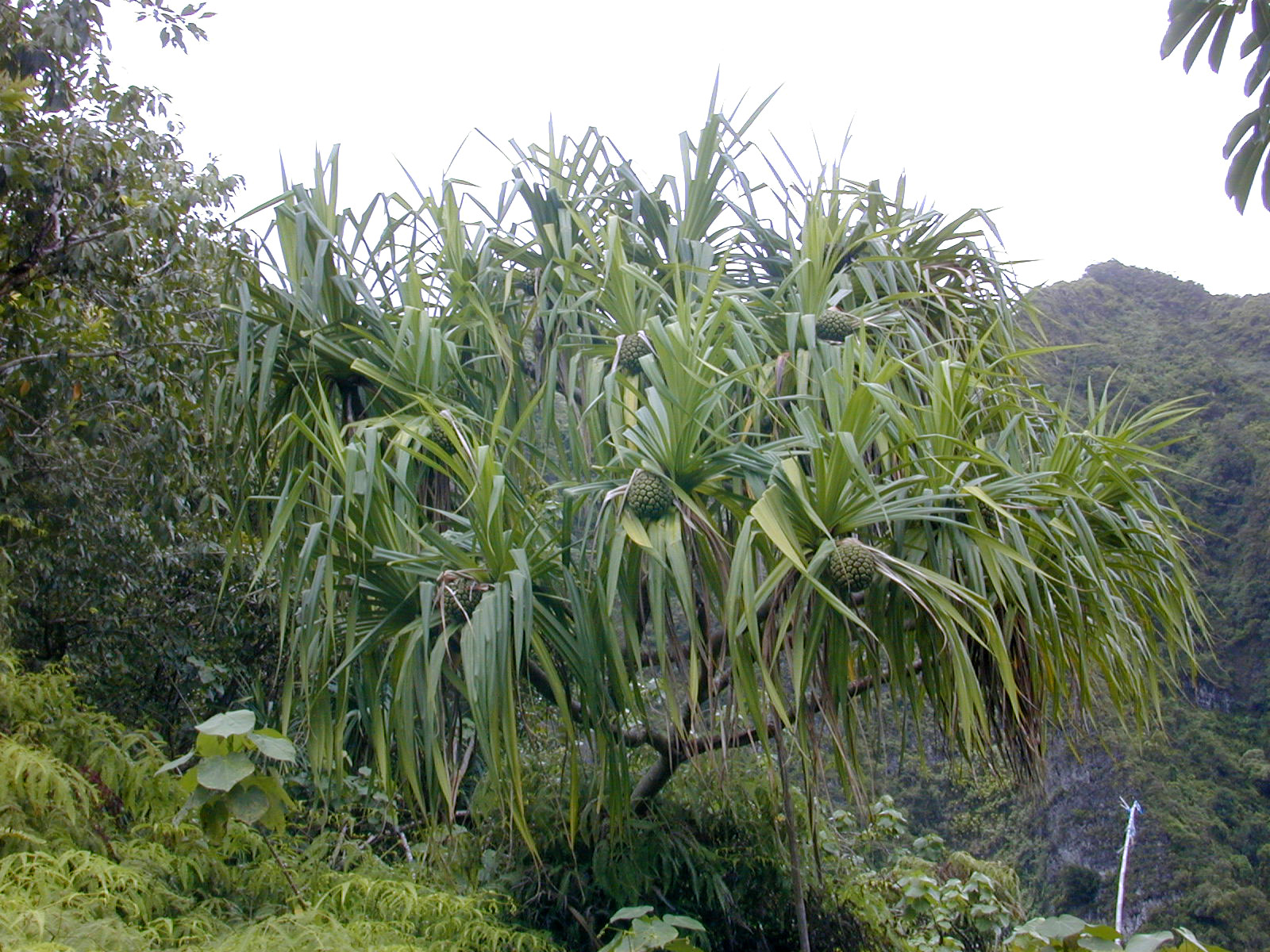
أشجار الكادي

ثالثاً: الأصدار: وهي المناطق الواقعة في سفوح ومنحدرات مرتفعات السراة وهي مناطق أقل انخفاضاً من السراة وأعلى من تهامة، يصل اليها السكان بواسطة درب جبلي يسمى «العقبة» تكون مسالكة احياناً خطرة، وتتميز الإصدار باعتدال اجوائها، وتشتهر بزراعة البن والموز والكادي والرياحين وتكثر بها مناحل العسل. وأكبر أصدار حوالة صدر لوبة وصدر الرويس.
- صدر لوبة: - بضم اللام بعدها واو وفتح الباء فهاء تأنيث - صدر لحوالة غربي جبل أثرب له عقبة تؤدي إليه، ويزرع فيه البن والموز وتكثر فيه المياه المنسابة ومناحل النحل [26]
- صدر الرويس: يشتهر بزراعة البن والموز والكادي والرياحين وتكثر بها مناحل العسل.

#### تهامة حوالة
رابعاً: تهامة: وهي منخفض سراة حوالة باتجاه الساحل الغربي، وكان السكان يصلون إليها عبر عدة عقاب والتي تصل بين السراة وتهامة. ويغلب على حياة اهلها حياة البادية باعتمادهم الكبير على الرعي في المراعي الطبيعية. ويجري خلالها عدة أودية أشهرها وادي الخيطان وهو أحد روافد وادي قنونا الكبير.

### الأودية والشعاب

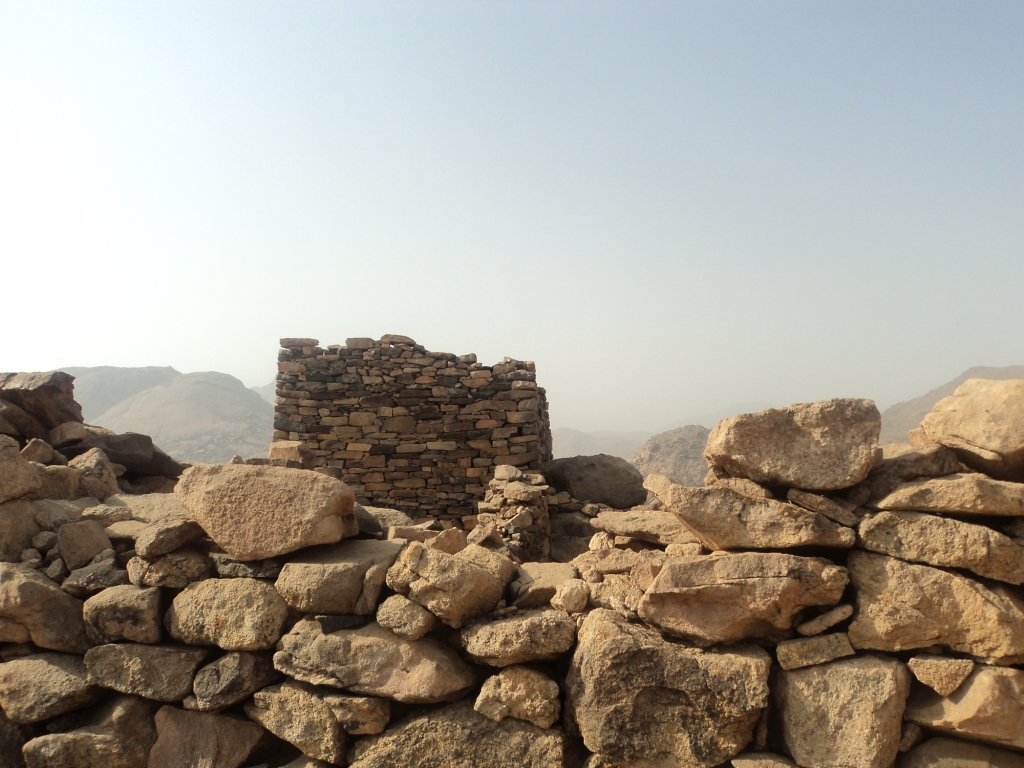
أحدى حصون وادي الخيطان

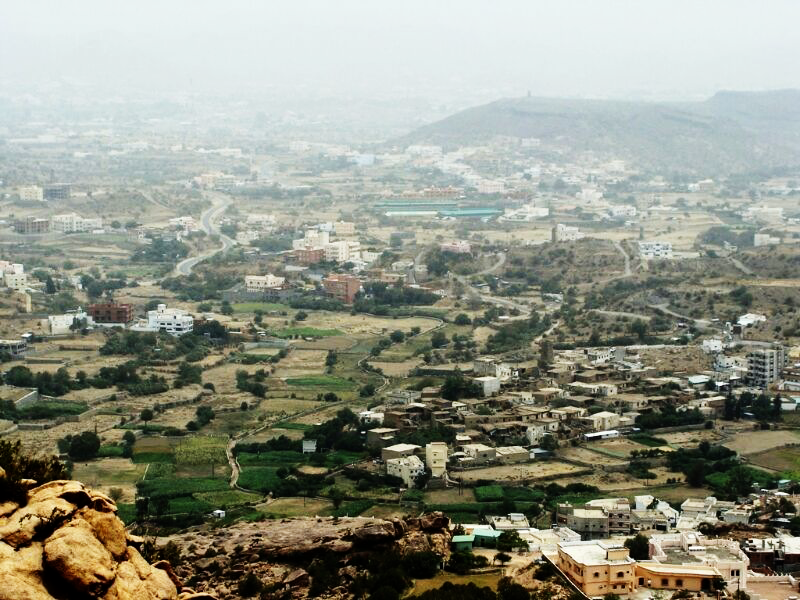
إلتقاطة لبلاد قبيلة حوالة من جبل أثرب

نظراً للتضاريس الجبلية بالمنطقة فإن المنطقة تشتهر بكثرة الاودية بها. وأكثر أودية وشعاب بلاد حوالة تنحدر من جبال حوالة نحو الغرب باتجاه وادي الخيطان. كما تنحدر نحو الشرق باتجاه وادي رنية وجنوباً باتجاه وادي الحنا (بتشديد النون). وذلك كما يلي:
1. وادي الخيطان: الخِيْطَان:- بكسر الخاء وفتح الطاء بعدها ألف ونون - وبلهجة الأهالي يطلق اسم الخيطان على أشجار العرعر الطويلة فواحدتها خوط - اسم وادٍ يبدأ من نهاية جبال سراة بالشهم الغربية متجهاً إلى الجنوب وهو من روافد وادي بطاط. ويمتد وادي الخيطان بين خطي طول 30ً 36َ 41ْ و30ً 42َ 41ْ شرقاً وبين دائرتي عرض 00ً 38َ 19ْ و15ً 48َ 19ْ شمالاً. ومنه طريق يصل إلى بلاد العوامر ومنها إلى وادي قنونا لبني بحير وفي هذا الوادي - الخيطان - قبراً مسوراً كبيراً وقديماً يسمى قبر كليب وإلى جانبه بئر غزيرة المياه تسمى (بئر السباع) وآثار قرى صغيرة يطلق عليها (البسوس) [27] وهو أطول وأكبر اودية حوالة، وهو واد كبير يقع بتهامة تتوفر به المياه غالباً على مدار العام. تنجرف إليه مياه سفوح السراة الجنوبية والغربية، ويرفدة العديد من الأودية الفرعية، ويتمد باتجاه الجنوب مخترقاً حوض نمرة الرسوبي، وهو من الروافد الرئيسية لوادي قنونا. وتقع المحطة السفلية للتلفريك [23] بالجهة الشرقية من هذا الوادي. وتوجد به العديد من الآثار التاريخية التي تعود إلى احقاب زمنية بعيدة. ويعتبر منفذ آهالي حوالة إلى سهول تهامة قديماً.
2. حوالة : وهو الوادي الزراعي للقبيلة، والرافد الرئيسي لوادي النهيين المشهور.
3. النحر : يبدأ من الضروة بالشفاء ويسيل باتجاه الغرب، وهو من روافد وادي الخيطان.
4. دحيمة : يبدأ من «الغربة» ويسيل باتجاه العرب إلى الفُقه ثم إلى وادي الخيطان.
5. لوبة : ينحدر من مرتفعات أثرب الغربية ويسيل بالفُقه ثم إلى وادي الخيطان.
6. جفاف : ينحدر من جبل النحرين وجبل رؤوس النواصي باتجاه الشمال الغربي، ثم يسيل في الفُقه ثم إلى وادي الخيطان.
7. الحنجور : ينحدر من غر قرية القابل باتجاه الغرب وتسيل مياهه في الفُقه ثم إلى وادي الخيطان.
8. الفُقه : وهو حوض تصب فيه كل من (دحيمه ولوبه والحنجور)، وهو من روافد وادي الخيطان.
9. الجوف : تنحدر مياهه من مرتفعات جبل أثرب الجنوبية إلى وادي الحنا.
10. الغارين : ينحدر من جبل النحرين، ويسيل باتجاه الجنوب الشرقي ثم إلى وادي الحنا.
11. الرويس : ينحدر من المرتفعات التي تقع ما بين جبل مرعد ورؤوس النواصي، ويسيل جنوباً باتجاه وادي الحنا.
12. الحنا : وادي كبير يجمع مياه كل من الجوف، الغارين، الرويس) ويسيل نحو الجنوب الشرقي باتجاه بلاد العوامر، وهو من روافد وادي حلحال.
13. الشعبين : يبدأ من «خوجعيرة»، ويسيل باتجاه الغرب إلى وادي الخيطان.
14. العُصم : يبدأ من «المعديات»، وتسيل مياهه باتجاه الغرب إلى وادي الخيطان.
15. المضيحية : ينحدر من «الغاشية»، وتسيل مياهه باتجاه الغرب إلى وادي الخيطان.
16. الركبة : يبدأ من «الجناب» ويسيل باتجاه الغرب إلى وادي الخيطان.
17. الجناب : يبدأ من «رأس الجناب» ويسيل باتجاه بلاد العوامر.
18. المغمض : ينحدر من مرتفعات رأس التخلة ويسيل في لوبة ثم إلى وادي الخيطان.

## حوالة الأزدية

ابن تيمية العصر الشيخ العلامة سفر الحوالي

## معنى الحوالي

رأس النخلة

## اعتماد الموقع الجغرافي للقبيلة

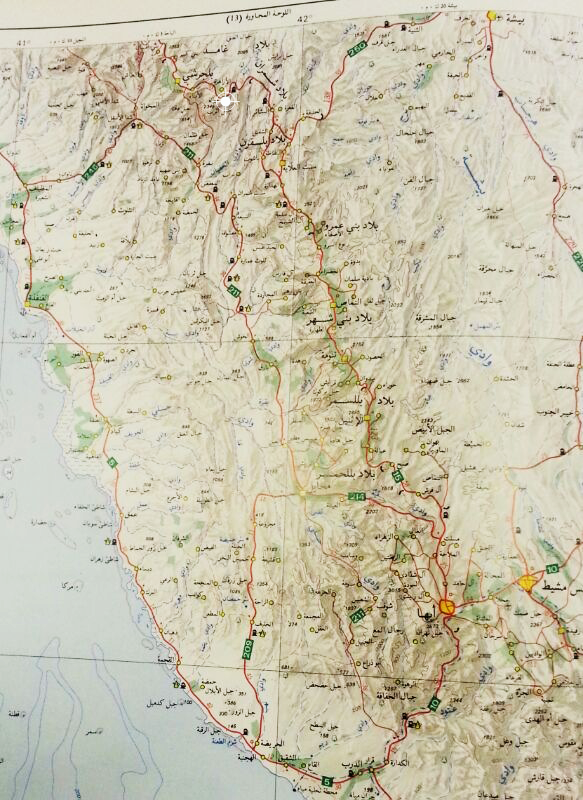
موقع بلاد حوالة على خارطة المملكة

## الحدود

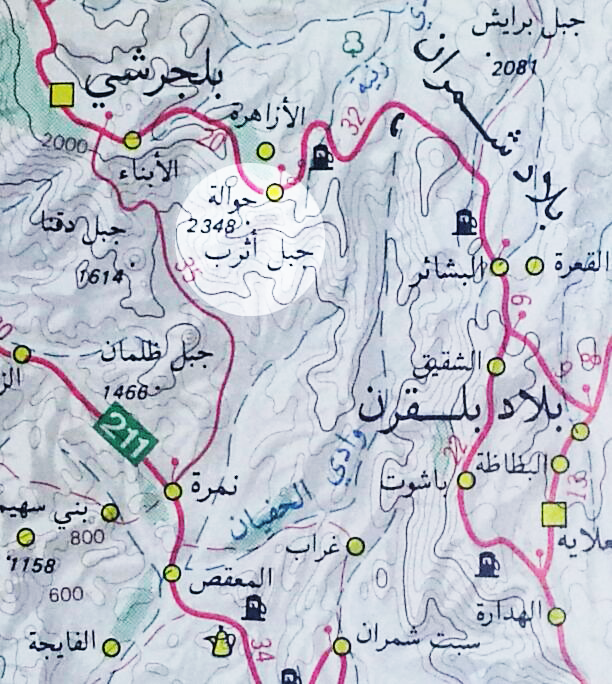
موقع بلاد حوالة بين المناطق

### الغابات
- غابة حوالة: تقع غابة حوالة [17] غربي قبيلة حوالة وتمتد من قمة جبل أثرب إلى أسفله، وعلى الشفا، وأشجارها من العرعر وبعض شجيرات زيتون بري.[28]
- غابة دار الجبل : تقع في قبيلة حوالة بجنوب قرية الغمدة وتكتظ بأشجار العرعر الكبيرة، وبعض أشجار الزيتون البري والطلح [29]

### مصادر المياه

سد القمع

مدرسة متوسطة وابتدائي بنين، في قبيلة حوالة.

## النشاط السكاني

ثمرة التين الشوكي

### الزراعة

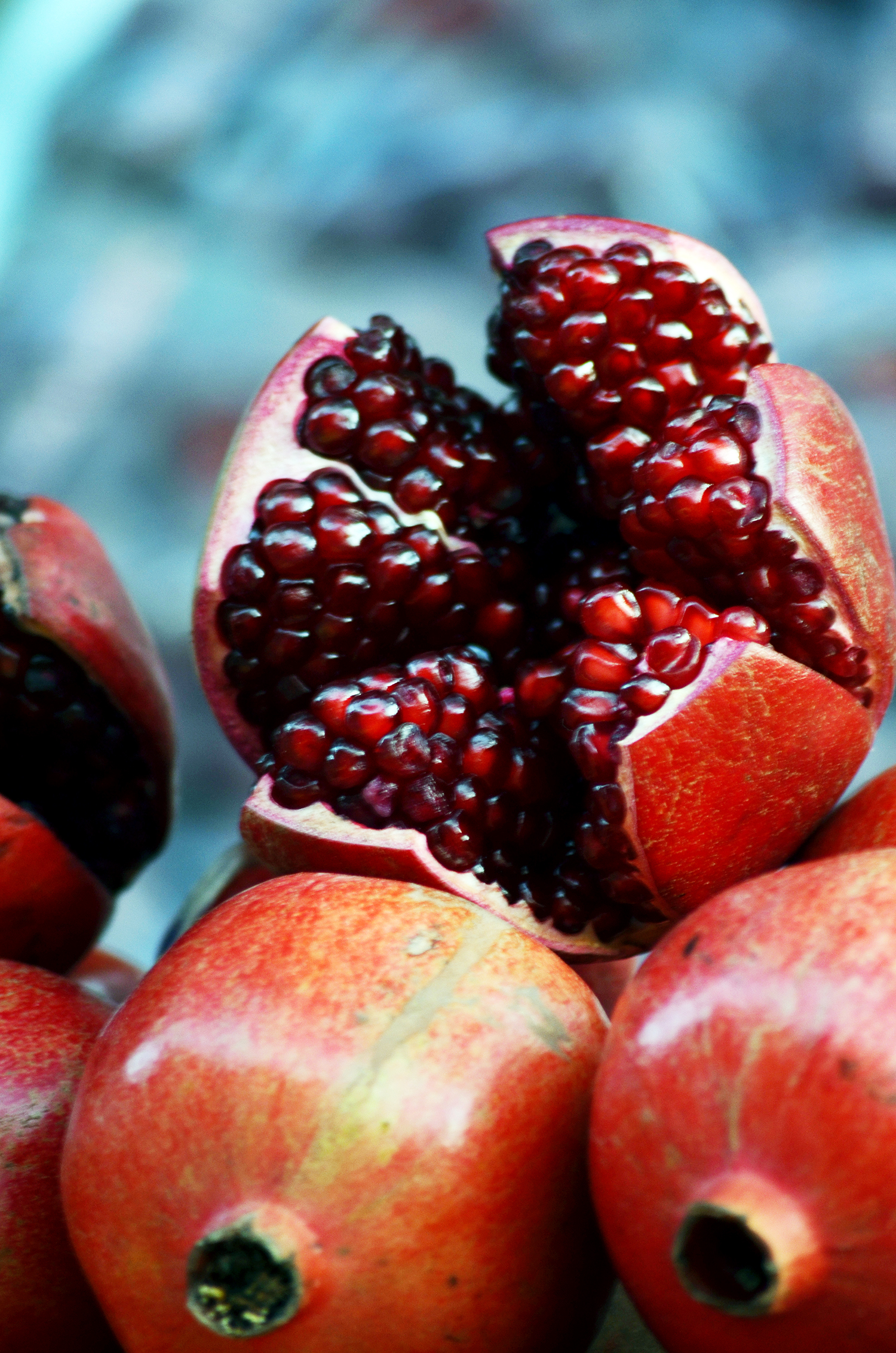
فاكهة الرمان